# Trutnov
Trutnov (německy Trautenau, lidově Trauč) je město v okrese Trutnov v Královéhradeckém kraji v severovýchodních Čechách. Město Trutnov leží v Krkonošském podhůří na řece Úpě. Žije zde přibližně 30 tisíc obyvatel a má rozlohu 10 332 ha. Je 36. nejlidnatějším městem Česka, podle katastrální rozlohy 16. největším a je také druhým největším městem v Královéhradeckém kraji. Historické jádro města je městskou památkovou zónou.
Mezi nejznámější kulturní akce pořádané ve městě patří od 90. let 20. století mezinárodní hudební festival Trutnov Open Air Festival, známý také jako “Východočeský Woodstock”. Z průmyslového odvětví město proslavila kožešnická výroba KARA Trutnov.

## Přírodní poměry
Trutnov leží v Trutnovské pahorkatině na východě Podkrkonošské pahorkatiny, která je součástí celku Krkonošské podhůří. Nadmořská výška centra Trutnova se pohybuje kolem 430 m.
Trutnovem protéká řeka Úpa, která v Poříčí přibírá zleva Ličnou.

## Historie
V místech dnešního Horního Starého Města byla založena osada Úpa, která byla patrně kvůli opakujícím se povodním přesunuta do míst dnešního Trutnova. Pro přesnost je dobré poznamenat, že jiná obec s původním názvem Grose Aupe (Velká Úpa) byla rozdělena na dnešní dvě části Pec pod Sněžkou 1 a Velká Úpa (Pec p. S. 2).
První písemná zmínka o Trutnově je z roku 1260. Úpa získala právo tržní, právo vykonávat nižší soudnictví a právo vařit pivo. Název města pochází z německého truten ouwe – utěšená niva, podle pověsti bylo nazváno po rytíři Trutovi. Resp. podle jedné verze založil město pán z Trautenbergu, ale podle jiné rytíř Trut, když svedli vítězný souboj se zde sídlícím drakem. Na paměť mytické události se ve městě každoročně v květnu konají slavnosti draka, které pořádá spolek Trutnov – město draka.
Dle práce znalce doby přemyslovských králů profesora Josefa Žemličky je Trutnov pravděpodobně spojen s fundacemi zakládanými Přemyslem Otakarem II. Josef Žemlička píše ve své práci Přemysl Otakar II. král na rozhraní věků (str. 222–223): „Ani počátky zdejšího manství nejsou bez otazníků. I krajinu na horní Úpě poznamenaly dynamické změny provázené usazováním německých osadníků. Jak se zdá, již v Přemyslovské době se rýsoval nevelký zeměpanský manský okruh kolem Dvora (Králové), avšak kolonizace Úpska/Trutnovska probíhala pod taktovkou Švábeniců. Jak se v ně uvázali, zůstává nejasné (dar, správa, propůjčení?). Až koncem 13. století Švábenicové uprostřed načatého díla zmizeli, aniž bychom znali důvody (prodej, směna, zabavení?). Brzy se Dvorsko spojilo s Trutnovskem a vznikl manský kraj, nazvaný po Trutnovsku, aniž by přestal náležet k hradecké provincii. Až druhotně si vymohl svébytné postavení.“

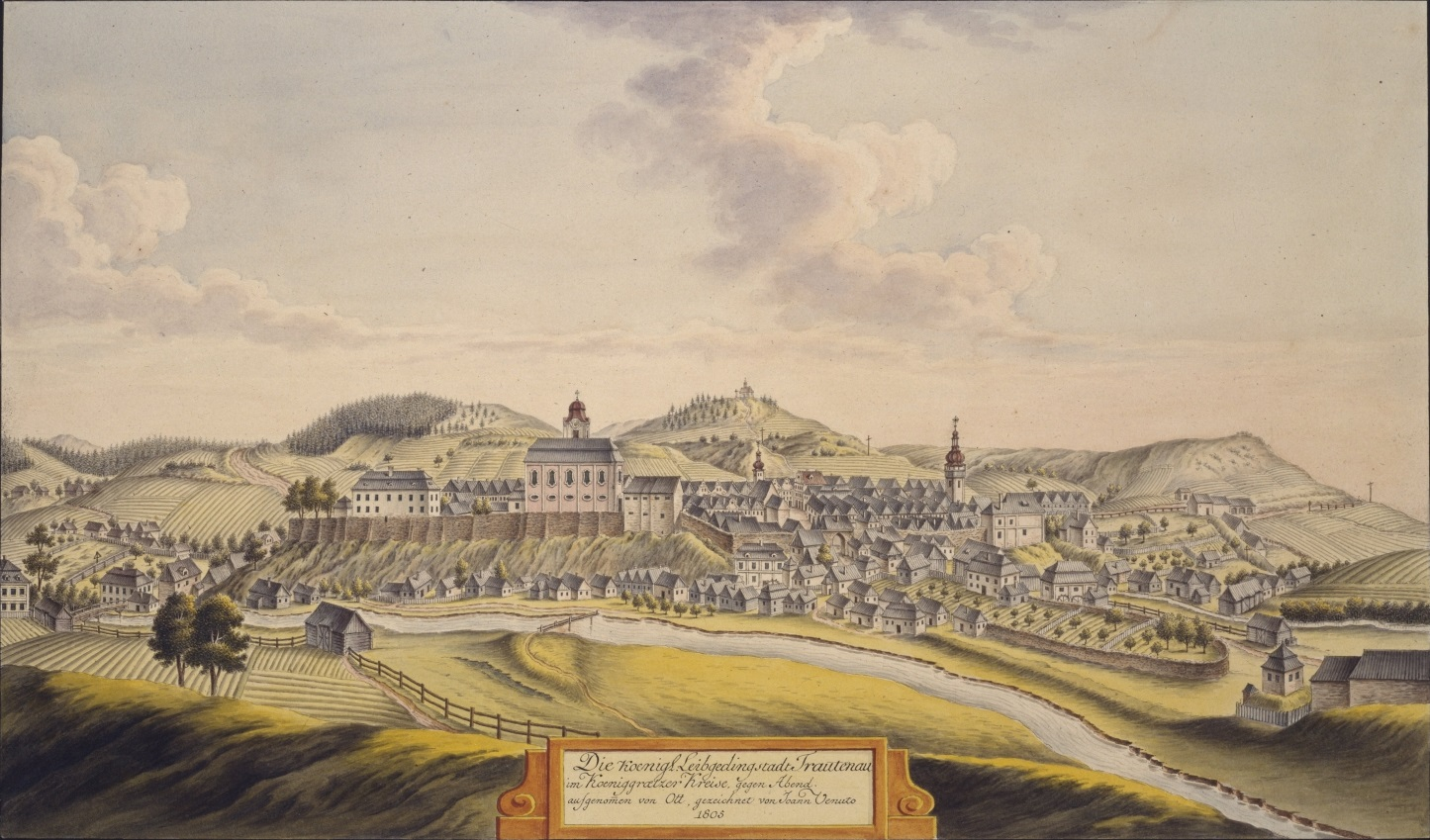
Město Trutnov, kresba Johanna Venuta z roku 1805

Josef Žemlička dále uvádí ve své výše jmenované práci na str. 223, že v roku 1340 vydal Jan Lucemburský listinu určenou pro obyvatele měst Trutnova a Dvora, v níž král osvobodil tyto obyvatele z provinciálních soudů s odvolávkou na předchůdce. Myšleni jsou jistě jeho předchůdci, tedy především Přemyslovci (Václav II. a Přemysl Otakar II.).
Ve 14. století byly zbudovány kamenné hradby, na konci 15. století mělo město radnici i vlastní vodovod. Roku 1421 byl Trutnov dobyt husitským vojskem, zanikl křížovnický špitál a později byl obnoven před Dolní branou. K roku 1505 se připomíná zdejší papírna, jedna z nejstarších v Čechách. V roce 1582 vznikl měšťanský pivovar, který byl majetkem 149 právovárečných domů. Roku 1642 byl Trutnov dobyt švédským vojskem. Roku 1745 byl Trutnov postižen požárem a 27. května 1861 opět. Roku 1866 zde došlo k bitvě mezi rakouskými a pruskými vojsky. Až do poloviny 18. století byla velká část zástavby dřevěná a město velice trpělo velkými požáry (1453, 1484, 1508, 1583, 1642, 1647, 1683, 1684, 1745, 1799, 1861).
V noci z 29. na 30. července 1897 byl Trutnov silně zasažen povodní. Budova gymnázia na Jiráskově náměstí byla postavena v roce 1920. V letech 1938 až 1945 byl Trutnov přičleněn (v důsledku uzavření Mnichovské dohody) k nacistickému Německu. Po druhé světové válce bylo místní dosud převažující německé obyvatelstvo nuceně vysídleno.

## Městské symboly

### Znak
Městský znak se objevil poprvé na pečeti z 15. století, a to již v dnešním uspořádání. Není však známo datum udělení. V roce 1892 byl obnoven trutnovským starostou Mudr. Josefem Flöglem podle starého vyobrazení. Tvoří jej modrý štít, na němž je stříbrná městská brána s cimbuřím a otevřenými vraty se spuštěnou zlatou mříží. Po obou stranách se zvedají dvě dvouposchoďové čtyřhranné věže, každá s třemi okny, s valbovou střechou opatřenou zlatými makovicemi. Před branou leží na trávníku zelená saň s rozžhavenou pootevřenou tlamou v zuřivém vzteku, cenící zuby a s vyplaceným jazykem. Její ocas míří dvojí spirálou šroubovitě vlevo vzhůru. Nad bránou letí napravo dolů černý havran, držící v zobáku zlatý prsten s červeným kamenem. Nad ním spočívá zlatá koruna s trojitou ozdobou. Znak zobrazuje výjev z pověsti o založení města.

### Vlajka
Vlajka Trutnova je tvořena modrým listem se třemi bílými žerďovými klíny sahajícími do poloviny délky listu. Vlajka byla přijata 1. února 1994. Barvy vycházejí z tinktur městského znaku.

## Obyvatelstvo
Podle sčítání lidu roku 1921 zde žilo v 1 019 domech 14 584 obyvatel, z nichž bylo 7 665 žen. 2 791 obyvatel se hlásilo k československé národnosti, 11 412 k německé a 53 k židovské. Žilo zde 13 065 římských katolíků, 448 evangelíků, 115 příslušníků Církve československé husitské a 397 židů. Podle sčítání z roku 1930 zde žilo v 1 321 domech 15 923 obyvatel. 3 879 obyvatel se hlásilo k československé národnosti a 11 619 k německé. Žilo zde 13 396 římských katolíků, 632 evangelíků, 621 příslušníků Církve československé husitské a 369 židů.
| Rok            | 1869   | 1880   | 1890   | 1900   | 1910   | 1921   | 1930   | 1950   | 1961   | 1970   | 1980   | 1991   | 2001   | 2011   |
| -------------- | ------ | ------ | ------ | ------ | ------ | ------ | ------ | ------ | ------ | ------ | ------ | ------ | ------ | ------ |
| Počet obyvatel | 18 289 | 22 391 | 25 407 | 27 561 | 29 786 | 26 412 | 28 329 | 21 030 | 25 214 | 26 046 | 29 506 | 31 999 | 31 997 | 30 302 |
| Počet domů     | 1 803  | 1 961  | 2 044  | 2 305  | 2 462  | 2 562  | 3 011  | 3 165  | 2 782  | 2 804  | 2 950  | 3 219  | 3 480  | 3 875  |

Věková struktura obyvatel obce Trutnov roku 2011
Rodinný stav obyvatel obce Trutnov roku 2011
Vzdělání obyvatel obce Trutnov roku 2011

## Správa

### Místní části

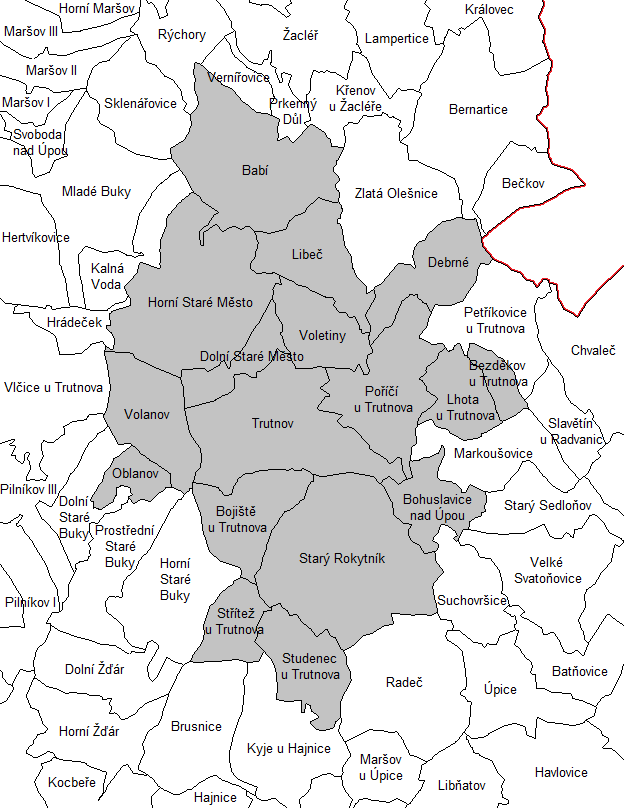
Mapa katastrálních území Trutnova

Trutnov se skládá z 21 místních částí ležících na 17 katastrálních územích:
- k. ú. Babí – Babí
- k. ú. Bezděkov u Trutnova – Lhota (část)
- k. ú. Bohuslavice nad Úpou – Adamov, Bohuslavice
- k. ú. Bojiště u Trutnova – Bojiště, Nový Rokytník (část)
- k. ú. Debrné – Libeč (část)
- k. ú. Dolní Staré Město – Dolní Staré Město
- k. ú. Horní Staré Město – Horní Staré Město
- k. ú. Lhota u Trutnova – Lhota (část)
- k. ú. Libeč – Libeč (část)
- k. ú. Oblanov – Oblanov
- k. ú. Poříčí u Trutnova – Poříčí
- k. ú. Starý Rokytník – Nový Rokytník (část), Starý Rokytník
- k. ú. Střítež u Trutnova – Nový Rokytník (část), Střítež
- k. ú. Studenec u Trutnova – Studenec
- k. ú. Trutnov – Dolní Předměstí, Horní Předměstí, Kryblice, Střední Předměstí, Vnitřní Město
- k. ú. Volanov – Volanov
- k. ú. Voletiny – Voletiny

Dále v Trutnově na pomístní úrovní uvádí např. osady a čtvrtě: Bezděkov, Debrné, Dolce, Dolníky (část), Kacíř, Kalná Voda (část), Kouty, Luční Domky, Nové Dvory, Nové Voletiny, Peklo, Rubínovice, Zelená Louka aj.

### Zastupitelstvo města
| Koalice (19)                                                    | Koalice (19)                                                                                          | Koalice (19)                            | Koalice (19)                                                                | Opozice (14)                                        | Opozice (14)    | Opozice (14)                    |
| ODS · ODS · ODS · ODS · ODS · ODS · ODS · ODS · ODS · ODS · ODS | Volba pro město Trutnov · Volba pro město Trutnov · Volba pro město Trutnov · Volba pro město Trutnov | Piráti a nezávislí · Piráti a nezávislí | Sdružení pro Trutnov s podporou STAN · Sdružení pro Trutnov s podporou STAN | ANO · ANO · ANO · ANO · ANO · ANO · ANO · ANO · ANO | SPD · SPD · SPD | Žít v Trutnově · Žít v Trutnově |

Po volbách na podzim 2022 se do trutnovského zastupitelstva dostalo celkem sedm z dvanácti kandidujících stran a hnutí. Koalici následně uzavřela ODS, Piráti, Volba pro město Trutnov, Sdružení pro Trutnov. Tyto subjekty mají v zastupitelstvu většinu 19 z 33 hlasů.
| Politický subjekt                    | Počet hlasů | Počet hlasů v % | Počet mandátů | Pozice v zastupitelstvu |
| ------------------------------------ | ----------- | --------------- | ------------- | ----------------------- |
| ODS                                  | 81 895      | 28,64 %         | 11            | Koalice                 |
| ANO 2011                             | 67 029      | 23,44 %         | 9             | Opozice                 |
| Volba pro město Trutnov              | 29 270      | 10,23 %         | 4             | Koalice                 |
| SPD                                  | 20 918      | 7,31 %          | 3             | Opozice                 |
| Piráti a nezávislí                   | 19 024      | 6,65 %          | 2             | Koalice                 |
| Žít v Trutnově (Zelení a NK)         | 16 031      | 5,60 %          | 2             | Opozice                 |
| Sdružení pro Trutnov s podporou STAN | 14 877      | 5,20 %          | 2             | Koalice                 |
| KSČM                                 | 9 619       | 3,36 %          | 0             | ---                     |
| TOP 09, KDU-ČSL s podporou NK        | 9 355       | 3,27 %          | 0             | ---                     |
| PRO Trutnov                          | 7 616       | 2,66 %          | 0             | ---                     |
| Trutnov pomáhá (ČSSD)                | 5 154       | 1,80 %          | 0             | ---                     |
| MY TRUTNOV                           | 5 121       | 1,79 %          | 0             | ---                     |

## Hospodářství
Trutnov je průmyslové město, je zde zastoupen:
- elektrotechnický průmysl – ZPA Trutnov, ABB, Siemens, TE Connectivity, John Bean Technologies, PEPPERL+FUCHS, mdexx
- potravinářský průmysl – ZZN Trutnov, pivovar Krakonoš, průmyslová pekárna spadající pod Pekárny a cukrárny Náchod, Volkafe
- energetický průmysl – Elektrárny Poříčí (EPO)
- kožešnický průmysl – Kara Trutnov (výroba ukončena)
- textilní průmysl – TEXLEN Trutnov (zkrachovalý), GRUND, Úpavan, Linia
- strojírenský průmysl – Kasper KOVO, Ekvita
- automobilový – Vitesco Technologies

## Doprava
Z Trutnova vychází železniční tratě ve směru do Jaroměře, Teplic nad Metují, Svobody nad Úpou, Chlumce nad Cidlinou a Lubawky, po které však pravidelné osobní vlaky nejezdí.[zdroj?] Železnice dorazila do Trutnova v roce 1871, kdy byla zprovozněna trať z Poříčí. Za Trutnovem ve směru na Svobodu nad Úpou již železniční trať končí.
Trutnov je silničním uzlem, kde se kříží silnice I/16, I/14 a I/37, dále II/300 a II/301. Přes Trutnov je naplánována dálnice D11 z Prahy na hranice s Polskem v Královci.
Městská autobusová doprava v Trutnově je tvořena sedmi městskými a několika integrovanými autobusovými linkami v rámci MHD a krajského systému IREDO.

## Školství

### Základní školy
- Základní škola Mládežnická, Mládežnická 536 (web)
- Základní škola a Mateřská škola při nemocnici, Gorkého 77
- Základní škola V Domcích, V Domcích 488 (web)
- Speciální základní škola a Mateřská škola, Horská 160 (web Archivováno 4. 3. 2008 na Wayback Machine.)
- Základní škola kpt. Jaroše, Gorkého 38 (web)
- Základní škola Náchodská, Náchodská 18 (web)
- Základní škola Rudolfa Frimla, R. Frimla 816 (web)
- Základní umělecká škola Trutnov, Krakonošovo nám. 73 – ZUŠ Trutnov (web)
- Základní škola Komenského, Komenského 399 (web)

### Střední školy
- Gymnázium Trutnov
- Střední průmyslová škola, Trutnov, Školní 101 – SPŠ Trutnov
- Obchodní akademie Trutnov, Malé náměstí 158/1 – OA Trutnov (web)
- Vyšší odborná škola zdravotnická a Střední zdravotnická škola, Procházkova 303] – VOŠZ a SZŠ Trutnov (web)
- Česká lesnická akademie, Lesnická 9 – ČLA Trutnov (web Archivováno 17. 9. 2012 na Wayback Machine.)
- Střední odborná škola a Střední odborné učiliště, Volanovská 243 – SOŠ a SOU Trutnov

## Pamětihodnosti a turistika

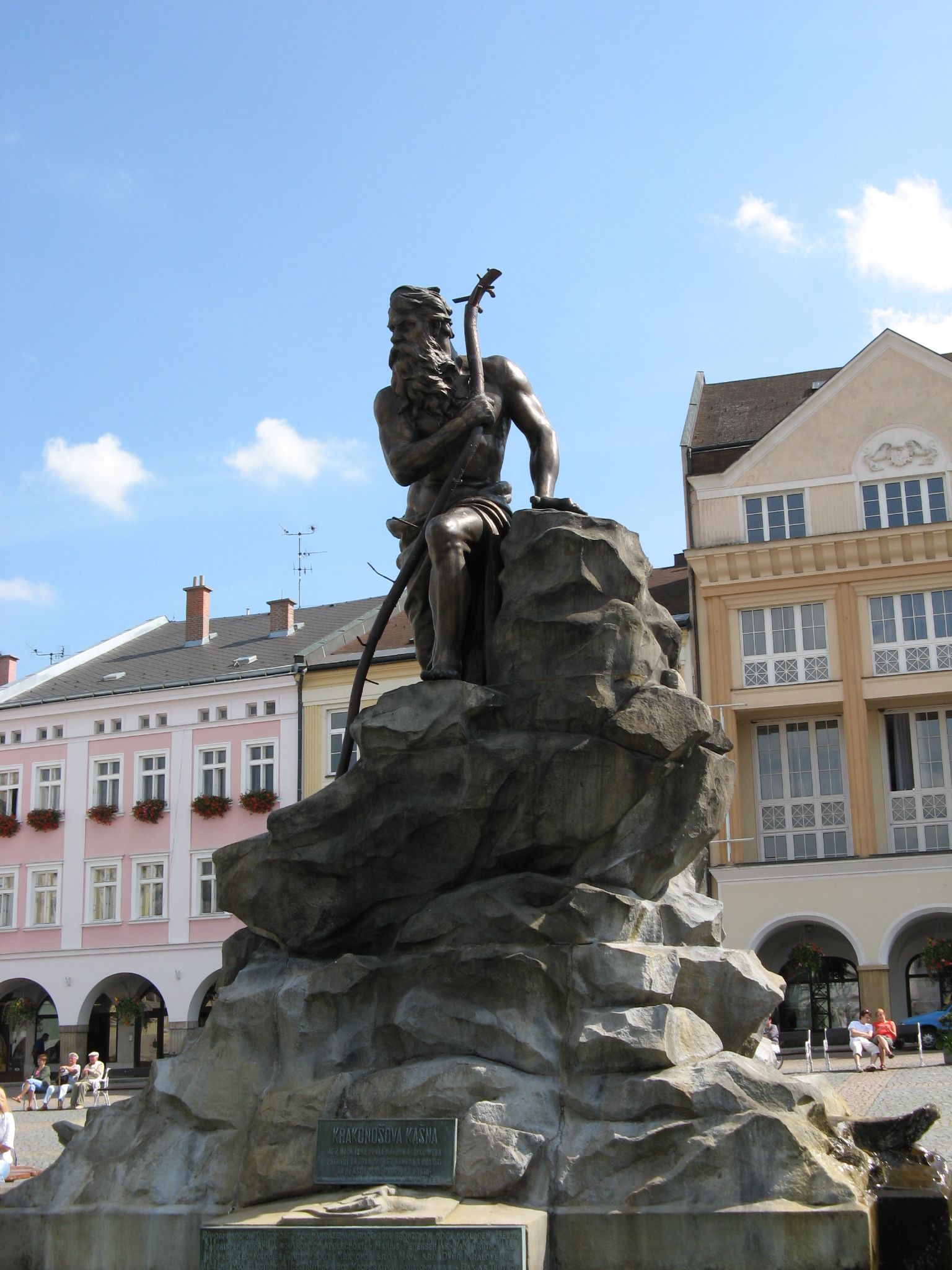
Krakonošova kašna

- Pozdně barokní kostel Narození Panny Marie (1792)
- Renesanční kostel sv. Václava (Horní Staré Město)
- Novogotický kostel sv. Petra a Pavla (Poříčí)
- Kostel sv. Jana Nepomuckého (Libeč)
- Novogotický evangelický kostel, dnes koncertní síň Bohuslava Martinů (Městský park)
- Kaple svatého Jana Křtitele (zvané též Jánská kaple) v městském parku
- Arboretum
- Naučná stezka Bitvy u Trutnova (Městský park a okolí města)
- Dělostřelecká tvrz Stachelberg (Babí)
- Rozhledna Eliška na Stachelbergu
- Muzeum Podkrkonoší, původně hrad (centrum)
- Původně renesanční radnice z konce 16. století, po požáru v roce 1861 novogoticky přestavěna (centrum)
- Novorenesanční budova Haasova paláce z 80. let 19. století (centrum)
- Komplex budov hlavního vlakového nádraží z roku 1870 s blízkým kamenným mostem z roku 1884 (centrum)
- Renesanční budova dnešní „Galerie Města Trutnova“ z roku 1599 (centrum)
- Krakonošova kašna na náměstí z roku 1892 se sochou Krakonoše (centrum)
- Národní dům z roku 1900 (Česká čtvrť)
- Areál českých škol na Středním Předměstí z 20. let 20. století od arch. Mezery (Česká čtvrť)
- Budova městského kina z roku 1929 od arch. Brože (centrum)
- Bloky secesních domů v prostoru „Na Záduší“ a dnešního Jiráskova nám. Česká čtvrť)
- Sídliště „Křižík“ z 50. let 20. století postavené v duchu „socialistického realismu“
- Rozlehlé městské sady založené na konci 19. století
- Synagoga z roku 1885 vypálena v listopadu 1938 místními nacisty při tzv. „křišťálové noci“ (Městský park)

Trutnov je jedním z turistických center Královéhradeckého kraje a navštěvují ho nejen čeští, ale i zahraniční turisté, zejména pak Němci a Poláci. Pro jeho výhodnou polohu je často vyhledáván jako základna pro podnikání výletů do okolí a je též důležitým uzlem turistů pokračujícím za zimními sporty. Nedaleko od něj se totiž nachází nejvyšší pohoří Krkonoše. I díky velkému množství turistů je ve městě několik hotelů, zejména pak stojí za připomenutí Penzion Pohoda na pěší zóně pod náměstím, hotel Patria na Dolním předměstí, hotel Adam na náměstí, či hotel Krakonoš u Trutnovského pivovaru.

## Kultura

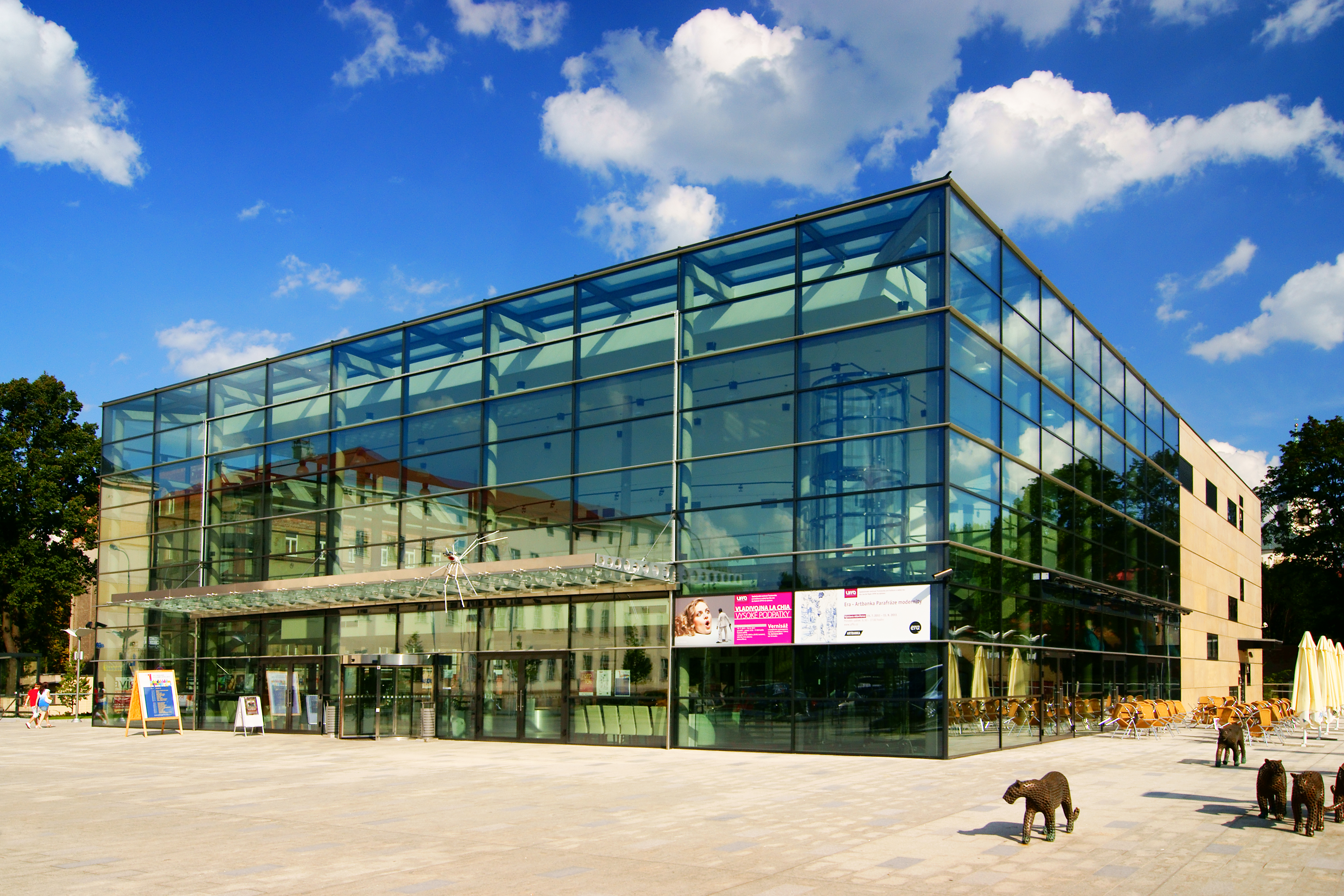
Společenské centrum Uffo

Trutnovskou kulturu zastupují tradiční instituce: Městská knihovna Trutnov, Galerie města Trutnova a Muzeum Podkrkonoší v Trutnově. Dále zde působí moderní polyfunkční kulturní centrum a divadlo Uffo, které bylo vybudováno v roce 2010. Kino je v provozu už pouze jediné – Vesmír.
V oblasti hudby se vedle celé plejády jednotlivých koncertů v Trutnově každoročně koná celá řada pravidelných hudebních akcí. Na jaře i na podzim dvoudílný jazz a funky festival Jazzinec, pouze podzim má pak vyhrazen festival komorní hudby Trutnovský podzim a v zimě se zde konají varhanní koncerty. Nejvíce hudby však přináší léto – od roku 1987 a 1990 se zde koná rockový hudební festival Trutnov Open Air Festival, známý také jako „Východočeský Woodstock“ (od roku 2014 přejmenovaný na TrutnOFF. V letech 2020-2022 pod názvem TrutnOFF BrnoON Open Air Festival, přestěhovaný do Brna. V roce 2023 se uskutečnil jeho návrat, označený za "comeback" roku" a "návrat ve velkém stylu"), který je nejstarším festivalem tohoto typu v Česku. Vedle něj festival extrémní (metal/grindcore) hudby Obscene Extreme Festival a také volně přístupná série koncertů místních kapel všech typů a žánrů Trutnovské hudební léto.
Mezi další každoroční kulturní a sportovní akce patří Pivofest, Trutnovský jarmark, Trutnovské vinařské slavnosti, Trutnovské dračí slavnosti, Den bitvy u Trutnova, Rallye Krkonoše a další. Mezinárodní přesah má festival nového cirkusu Cirk-UFF.

## Sport

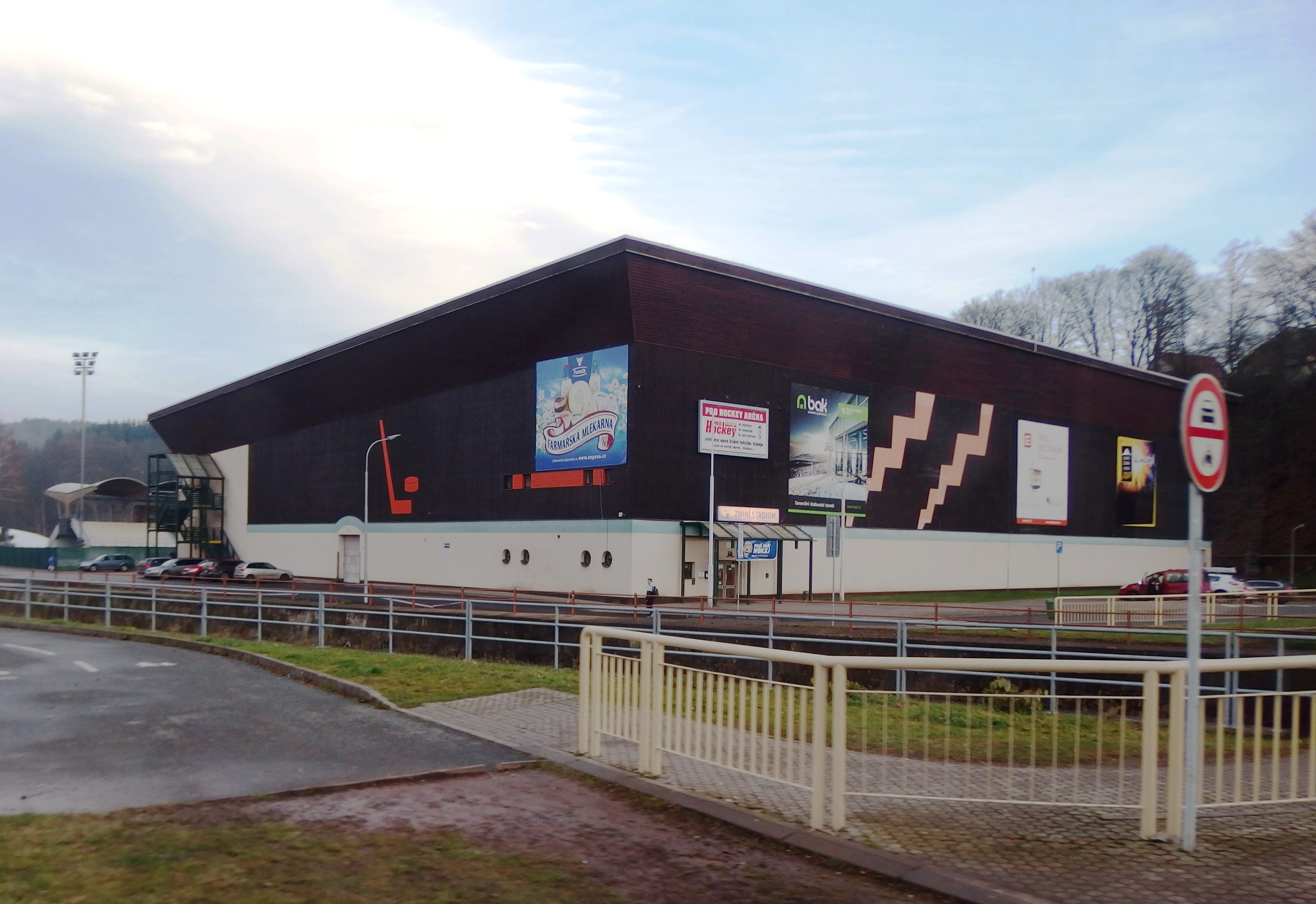
Zimní stadion Trutnov

Sport v Trutnově má velkou tradici. Největší sportovní chloubou města jsou dnes basketbalistky klubu BK Loko Trutnov. Do nejvyšší české soutěže vstoupily teprve v sezóně 1995/96, ale okamžitě se zařadily mezi nejlepší celky a hned ve své prvé prvoligové sezóně vybojovaly bronz. Svého vrcholu dosáhly v sezóně 2003/04, kdy padly až ve finále a získaly tak stříbrné medaile. K tomu nutno přičíst dalších 11 bronzových umístění (1999, 2002, 2003, 2005, 2006, 2007, 2008, 2009, 2010, 2015, 2016). Své domácí zápasy hrají v Hale 3. ZŠ Komenského, kam se vejde 950 diváků. Mužský tým hraje Východočeskou ligu (4. ligová úroveň).
V současnosti se ve městě hrají seniorské soutěže také ve fotbalu (MFK Trutnov hrající divizi C), hokeji (HC BAK Trutnov hrající 2. národní hokejovou ligu), tenise (Loko Trutnov – východočeský přebor), volejbale (Loko Trutnov – krajská soutěž žen, 1. třída), americkém fotbale (Trutnov Rangers) i softballu. Úspěšná je atletika (Loko Trutnov) a je zde také sportovní taneční centrum, kde se provozuje zumba, akrobatický rokenrol (ReBels Team Trutnov), hip hop a dívčí formace.

## Zajímavosti

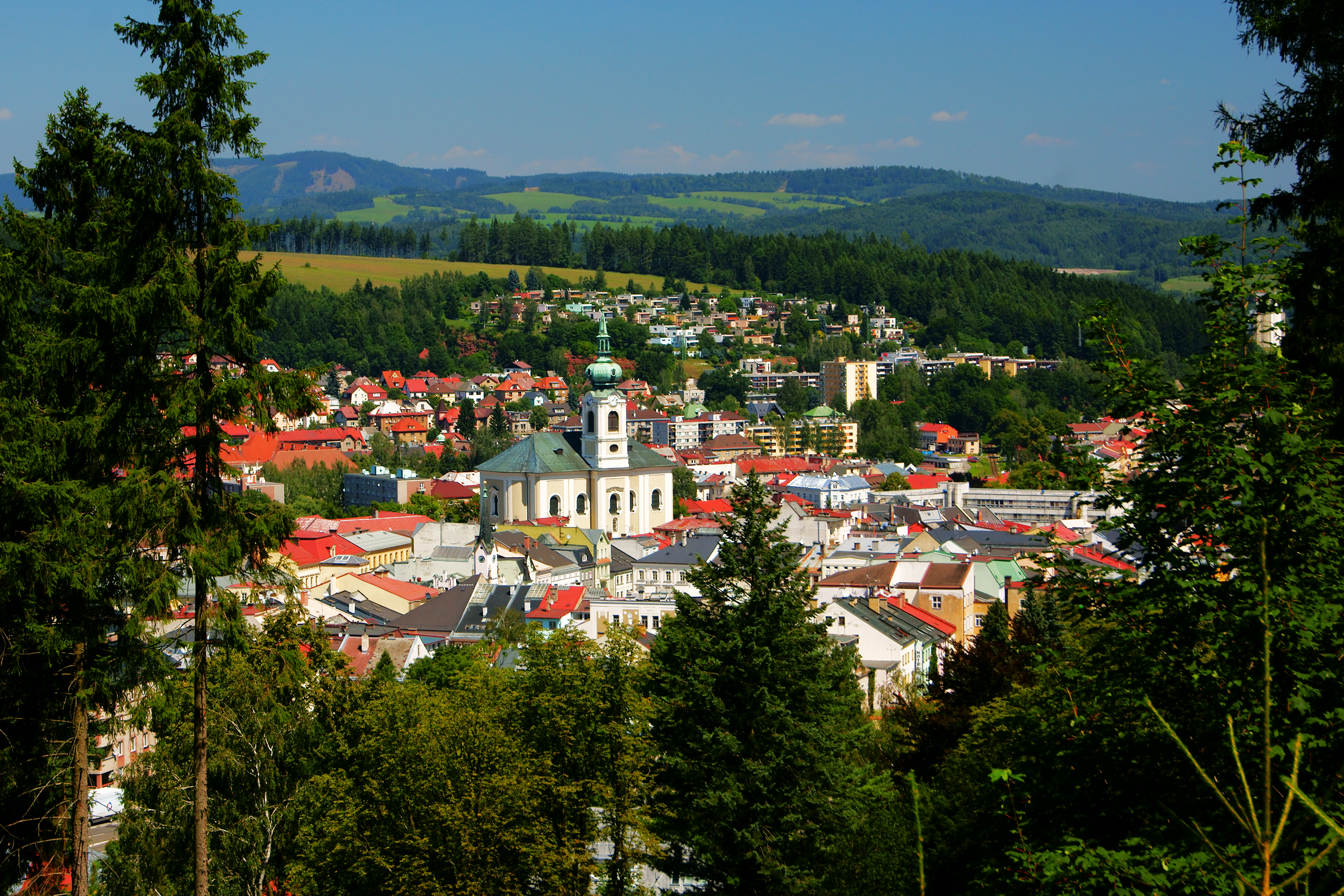
Pohled na město a kostel Narození Panny Marie

- Trutnov si spousta lidí plete s Turnovem a denně dochází k desítkám omylů v poště a dopravě.
- řeka Úpa protéká městem v délce 16 km a její převýšení na území města činí 100 metrů.
- přes řeku Úpu vede 19 mostů, 4 lávky a 7 jezů.
- město má přes 600 názvů ulic.
- nejvyšším vrcholem na území města je hora Vrchy 720 m n. m.[19][20]
- nejvyšší místo ve městě leží v nadmořské výšce 965 metrů na svahu Dvorského lesa (1035[21] m) v Krkonoších.[22]
- nejnižší místo ve městě se nachází v nadmořské výšce 355 metrů v korytě řeky Úpy pod Adamovem.[23]
- nejobydlenější částí města je Horní Staré Město s 9 000 obyvateli (téměř třetina města).
- nejméně obyvatel má naopak Nový Rokytník s pouhými 44 obyvateli.
- kvůli velké rozloze města je hustota obyvatel jen 308 osob na km2.
- nejvíce domů stojí na Středním Předměstí, které má přes 1000 č. p.
- nejrozsáhlejší částí města je Starý Rokytník s rozlohou 1 477,82 ha, avšak jen s 82 obyvateli.
- nejmenší katastr ve městě 188,02 ha zabírá Oblanov se 60 obyvateli, ještě menší je však historické Vnitřní Město, ale s 608 obyvateli.
- Trutnov přímo sousedí se třemi městy, jedním městysem, devíti obcemi a jednou obcí v Polsku.
- průměrná roční teplota v Trutnově je pouhých 6,8 °C, ale v podhorských částech je ještě nižší.

## Osobnosti

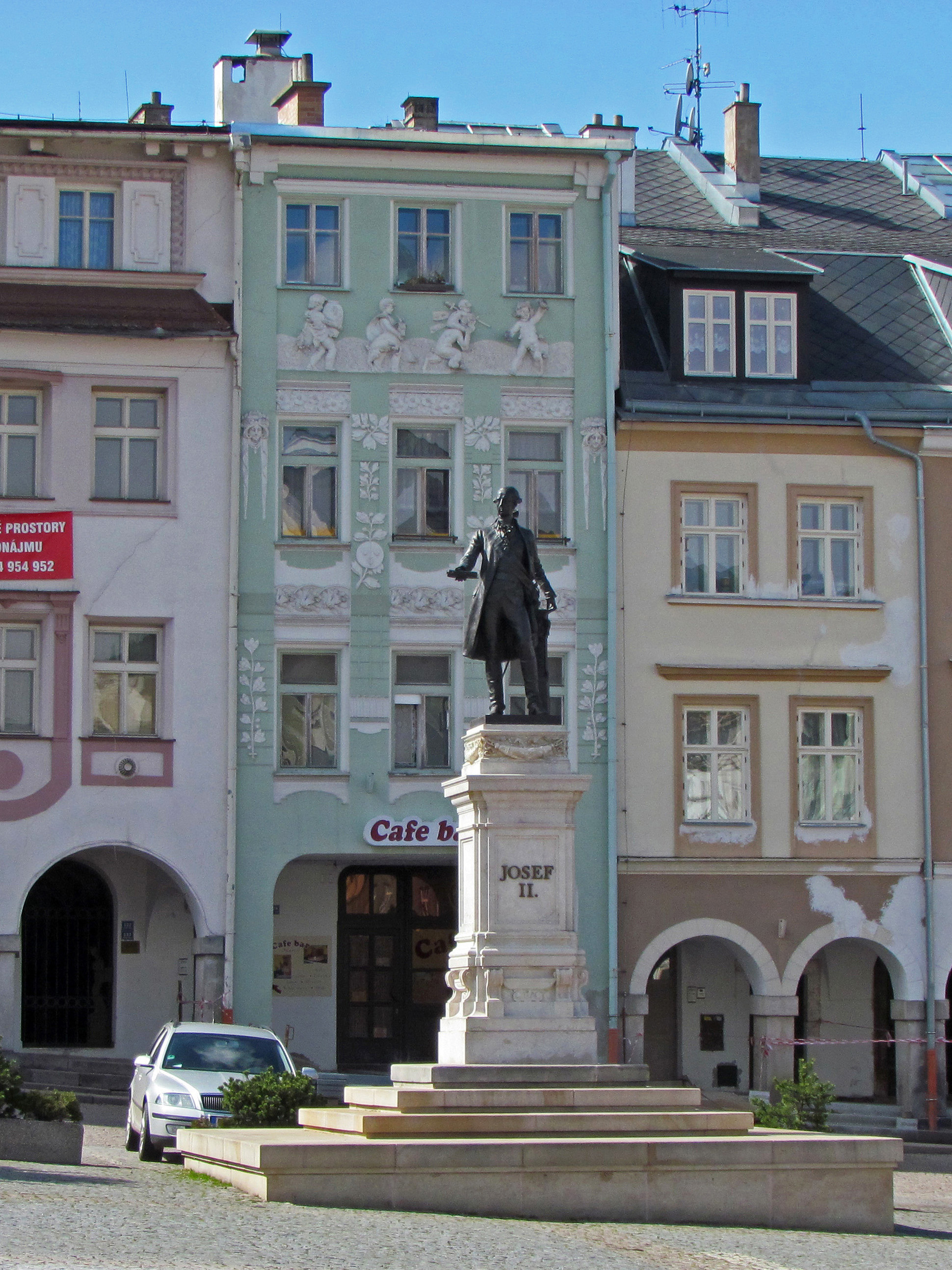
Socha Josefa II. na Krakonošově náměstí

- Edvard Beneš (1884–1948), politik, diplomat, prezident ČSR, čestný občan města Trutnova (1946)
- Lumír Čivrný (1915–2001), básník, poslanec, absolvent Gymnázia Trutnov
- Vincenz Czerny (1842–1916), chirurg a vysokoškolský učitel
- Zdeněk David (1955–2009), herec, tanečník a zpěvák
- Marie Doležalová (* 1987), herečka
- Jaroslav Dvorský, bývalý učitel při GTU, vyznamenán kulturní cenou města Trutnova za rok 2007
- Igo Etrich (1879–1967), průkopník letectví
- Jan Faltis, továrník
- Evelyn Faltisová (1887–1937), skladatelka
- Samuel Fritz (1654–1725), cestovatel, kartograf a misionář, autor první podrobné mapy Amazonky
- Ludwig von Gablenz, generál a diplomat
- Jiří Grus (* 1978), malíř, komiksový kreslíř a scenárista
- Jan Haas, hudebník, nositel Kulturní ceny města Trutnova za rok 1995
- Aloys Haase, továrník a starosta města
- Jan Hančil (* 1962), divadelní vědec, pedagog, překladatel, manažer Studia Ypsilon (1993-1997), dramaturg činohry Národního divadla (1997-2007), děkan DAMU (2006-2013), rektor AMU (2013-2021)
- Petr Haničinec (1930–2007), herec, student trutnovského gymnázia (1946–1949)
- Michael Hauser (* 1972), filozof, překladatel, zakladatel občanského sdružení Socialistický kruh
- Jiří Havel (* 1931), fotograf, nositel Kulturní ceny města Trutnova za rok 1997
- Václav Havel (1936–2011), československý a český prezident, pracoval ve zdejším pivovaru Krakonoš, vyznamenán Kulturní cenou města Trutnova za rok 2009, čestný občan města Trutnova (2010) a pravidelný návštěvník trutnovského hudebního festivalu (Open Air TrutnOFF) u jehož počátků stál i v době totality
- Ondřej Havelka (* 1996), vědec, nanotechnolog, nositel Cen Ministerstva školství, člen rady Eurodoc a expertního panelu Evropské asociace univerzit
- Gustav Hillebrand, starosta Trutnova 1990–1998, čestný občan města Trutnova (1999)
- Jaroslav Hofman, držitel Kulturní ceny města Trutnova za rok 2005
- Dana Holá, malířka, nositelka Kulturní ceny města Trutnova za rok 1994
- Bohdan Holomíček (* 1943), nositel Kulturní ceny města Trutnova za rok 2014
- Friedrich Hopfner (1881–1941), univerzitní profesor, geofyzik
- Uffo Horn (1817–1860), básník, dramatik a revolucionář
- Simon Hüttel (1530–1601), kronikář, topograf a geometr, purkmistr
- Karel Hybner, fotokronikář města Trutnova, čestný občan města Trutnova (2001) a nositel Kulturní ceny města Trutnova za rok 2002
- Jiří Jahoda, fotograf, nositel Kulturní ceny města Trutnova za rok 2004
- Robert Jašków (* 1969), herec
- Miroslav Janek (* 1954), režisér, kameraman a střihač, absolvent Gymnázia Trutnov (1969–1973)
- plk. Michail Michajlovič Jerzunov, voják Rudé armády, čestný občan města Trutnova (1973)
- Václav Jirásek, držitel Kulturní ceny města Trutnova za rok 2006
- Tomáš Jirman (* 1956), divadelní herec
- Hana Jüptnerová (1952–2019), gymnaziální pedagožka, signatářka Charty 77, držitelka Ceny Příběhů bezpráví (2017) organizace Člověk v tísní
- Antonín Just (1921–2018), historik, kronikář Trutnova, první nositel Kulturní ceny města Trutnova (1991), čestný občan města (2001)
- Tomáš Katschner, hudebník, pořadatel jazzového festivalu, vyznamenán Kulturní cenou města Trutnova za rok 2008
- Wilhelm Kiesewetter (1853–1925), novinář, politik
- Jan Adam Kluge, zakladatel textiláckého rodu
- Uršula Kluková (* 1941), herečka, absolventka Střední zdravotnické školy v Trutnově
- Tereza Komárková, nositelka Kulturní ceny města Trutnova za rok 2011
- Ctibor Košťál, fotograf, nositel Kulturní ceny města Trutnova za rok 2015
- Milan Kout, nositel Kulturní ceny města Trutnova za rok 1995
- Petr Kracik (* 1958), divadelní režisér, absolvent Gymnázia Trutnov
- Anita Krausová, herečka, rozhlasová moderátorka
- Max Kühn (1877–1944), architekt a pedagog
- Miloslav Lhotský, nositel Kulturní ceny města Trutnova za rok 2001
- Milan Lipovský, nositel Kulturní ceny města Trutnova za rok 1998
- Václav Lohniský (1920–1980), herec, absolvent Gymnázia Trutnov
- Josef Malejovský (1914–2003), sochař, řezbář, pedagog a poslanec
- Charles (Karl) Mayer (1897-1973), malíř
- Carmen Carin Mayerová (* 1944), herečka
- plk. Grigorij Arsentjevič Melnikov, voják Rudé armády, čestný občan města Trutnova (1978)
- Pavel Milko (* 1971), teolog, filosof, pedagog, pravoslavný kněz
- Josef Mühlberger (1903-1985), spisovatel
- plk. Jan Plovajko (1922–2020), voják, nositel Řádu Bílého lva (2010), čestný občan města Trutnova (2011)
- Antonín Porák (1815–1892), lékař, politik, starosta Trutnova
- Arnošt Porák (1849–1918), průmyslník
- Jaroslav Procházka, profesor gymnázia, tvůrce českého názvosloví na Trutnovsku, čestný občan města Trutnova (1969)
- Robert Rosenberg (* 1975), pornoherec
- Aleš Říha, herec, cestovatel
- Emil Schwantner (1880–1956), sochař
- Rudolf Skácel (* 1979), fotbalista
- Paulina Skavová (* 1976) sochařka, scénografka a konceptuální výtvarnice
- Jiří Šebánek (1930–2007), spisovatel a scenárista, bývalý člen Divadla Járy Cimrmana
- Jan Šrámek (1870–1956), politik a bývalý místopředseda vlády, odbojář, čestný občan města Trutnova (1946)
- Otto Štemberka, patriot, spoluzakladatel sdružení Trutnov – město draka, vyznamenán Kulturní cenou města Trutnova za rok 2012
- Martin Štěpánek (* 1977), sportovní potápěč
- Petr Šumník (* 1962), dirigent, klavírista, pedagog a skladatel
- Zdeněk Trnka (1925–2019), pedagog a hudební skladatel, nositel Kulturní ceny města Trutnova za rok 2013
- Miloš Trýzna (1931-2021), grafik a malíř, nositel Kulturní ceny města Trutnova za rok 2000
- Jan Tuna (* 1973), novinář a reportér na Televizi Seznam
- Jaroslav Tuzar (1908–1988), kameraman
- Naďa Urbánková (1939–2023), zpěvačka, absolventka Střední zdravotnické školy v Trutnově
- Zdeněk Vašíček (1933–2011), filozof, historik a muzeolog, ředitel trutnovského Muzea Podkrkonoší (1960–1970)
- Martin Věchet (* 1964), známý též pod přezdívkou Geronimo, občanský aktivista, osobnost českého kulturního undergroundu a disentu. Působí též jako publicista, sloupkař, esejista a komentátor, je rovněž fotograf a cestovatel. Známý je i jako zakladatel a organizátor trutnovského hudebního festivalu (Open Air TrutnOFF).
- Josef Vik, nositel Kulturní ceny města Trutnova za rok 2007
- Anton Antonovič Vojiščin, voják Rudé armády, čestný občan města Trutnova (1965)
- Vladimír Wolf (1942–2019), historik a učitel, nositel Kulturní ceny města Trutnova za rok 2011

## Partnerská města
- Kępno, Polsko
- Kamienna Góra, Polsko
- Lohfelden, Německo
- Würzburg, Německo
- Świdnica, Polsko
- Strzelin, Polsko
- Senica, Slovensko

## Galerie

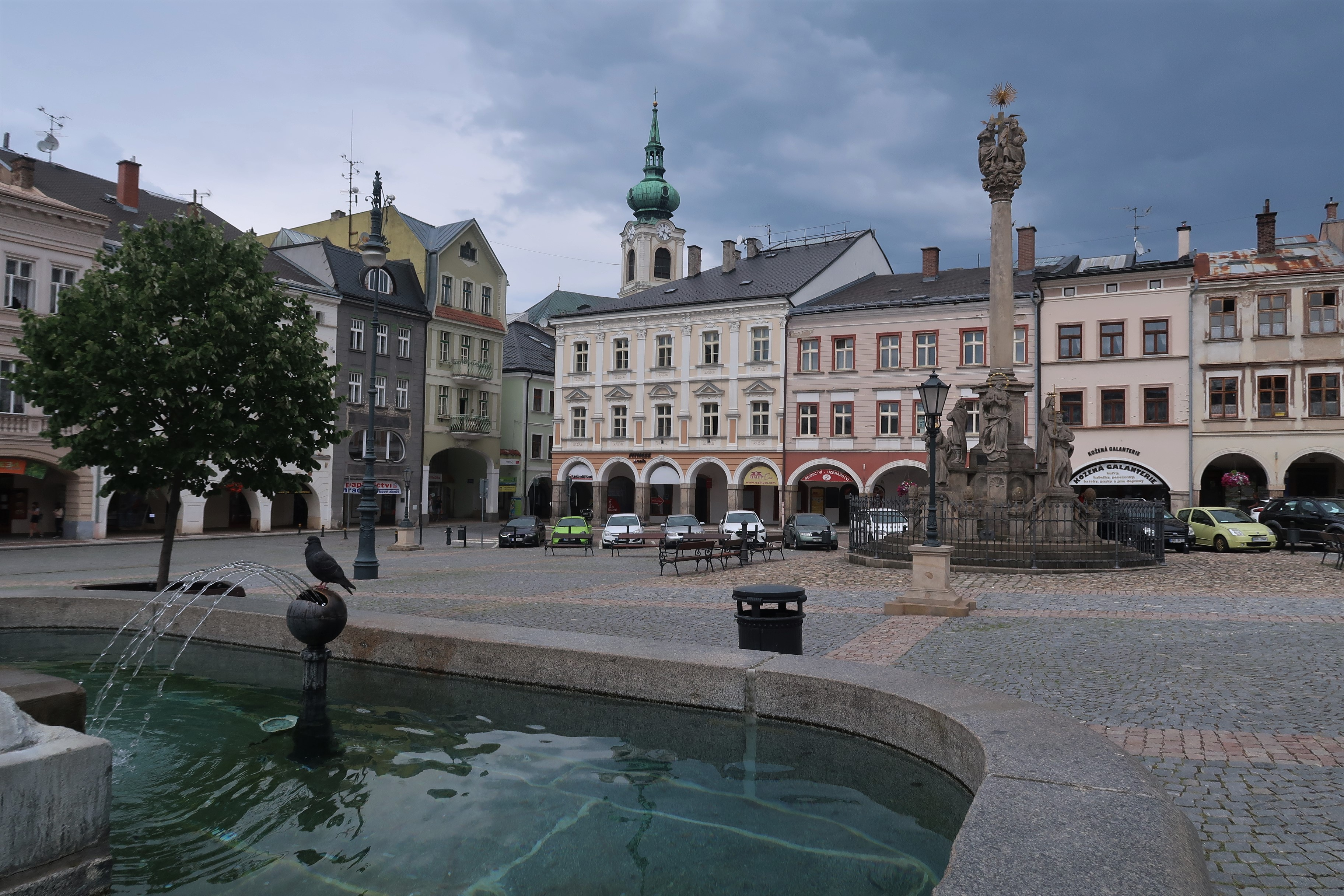
Východní strana Krakonošova náměstí se sloupem Nejsvětější Trojice
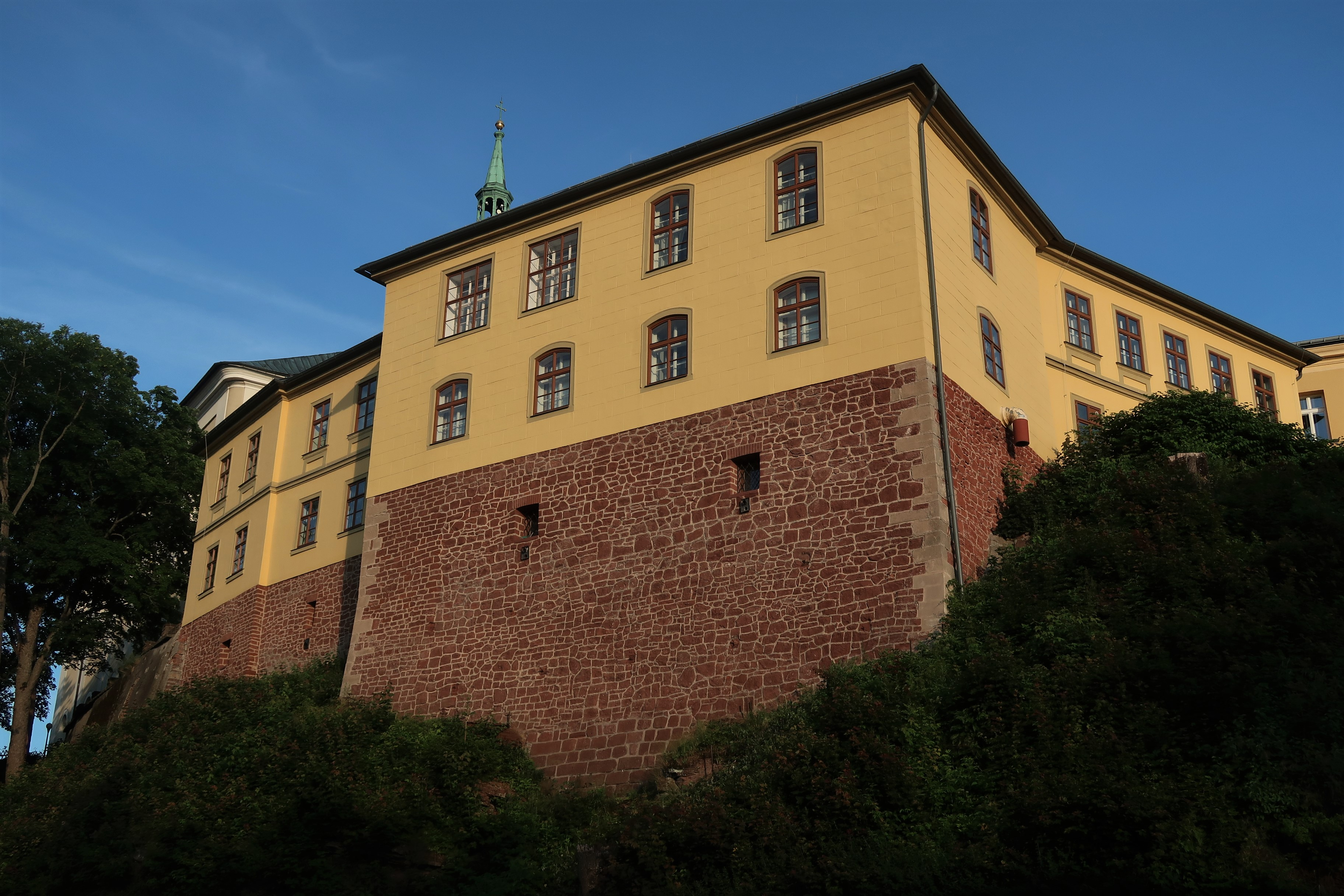
Bývalý hrad/zámek, nyní Muzeum Podkrkonoší
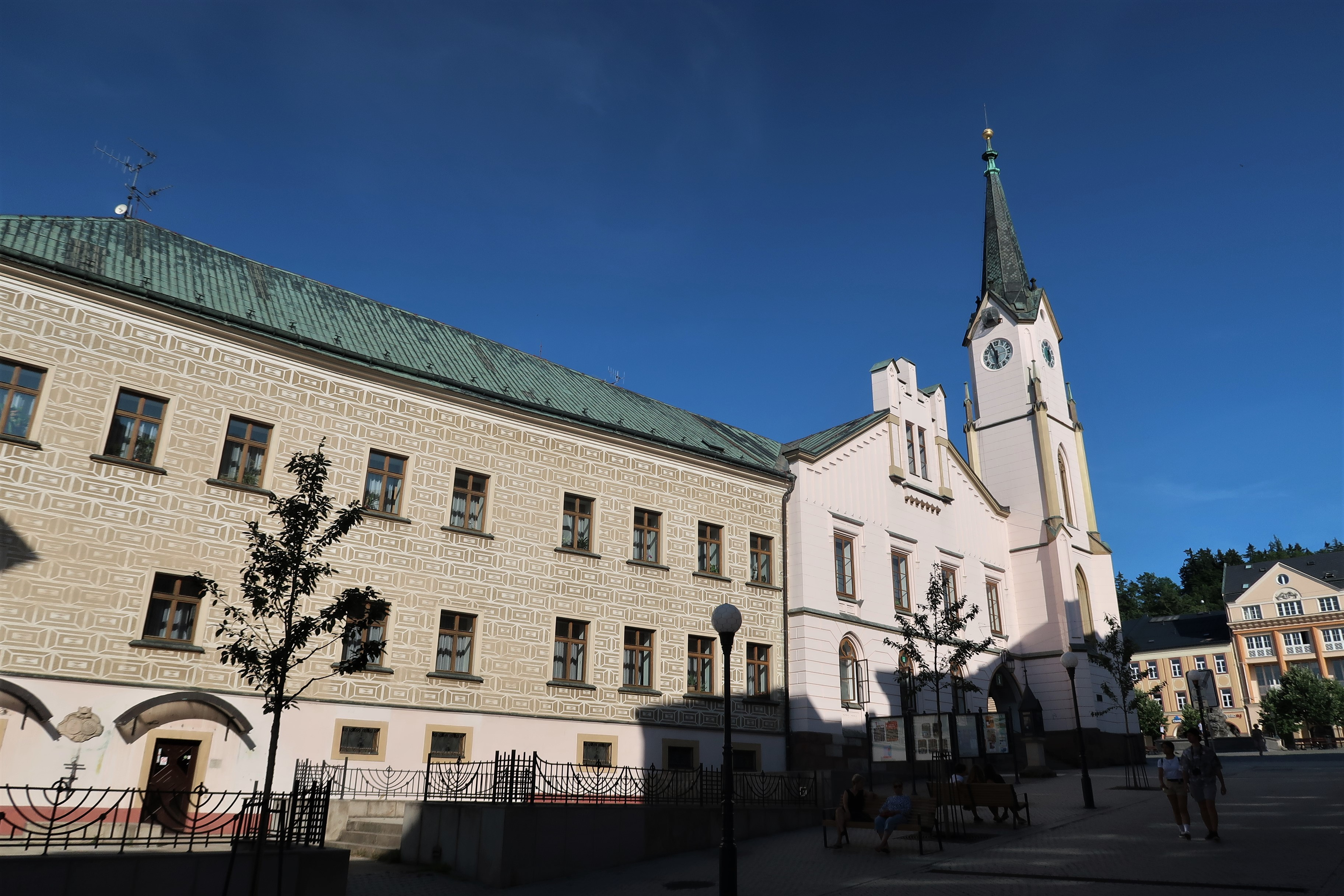
Stará radnice pohledem z Horské ulice
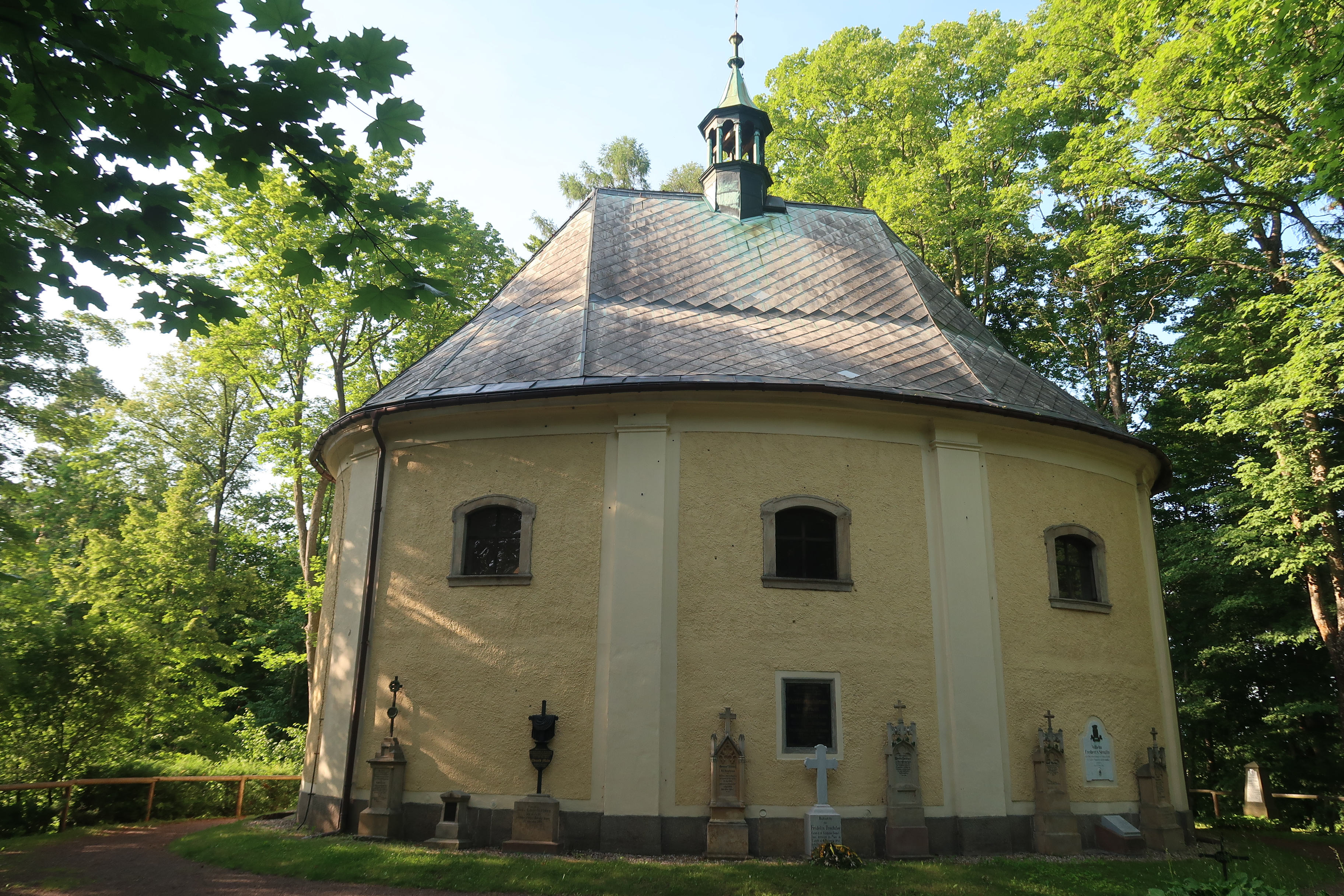
Kaple sv. Jana Křtitele (1712–1715) na Jánském vrchu
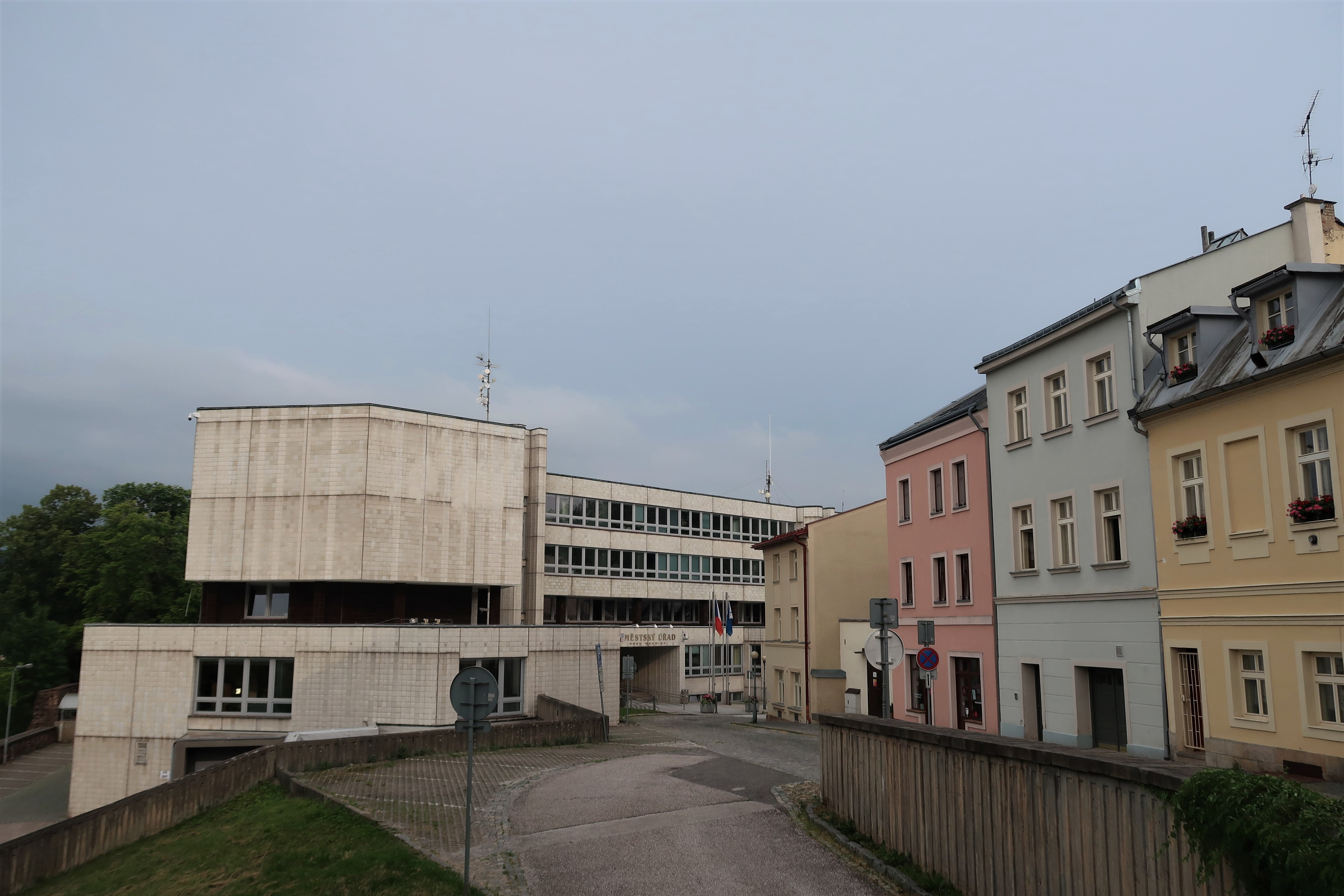
Farská ulice s budovou městského úřadu (1981–1985)
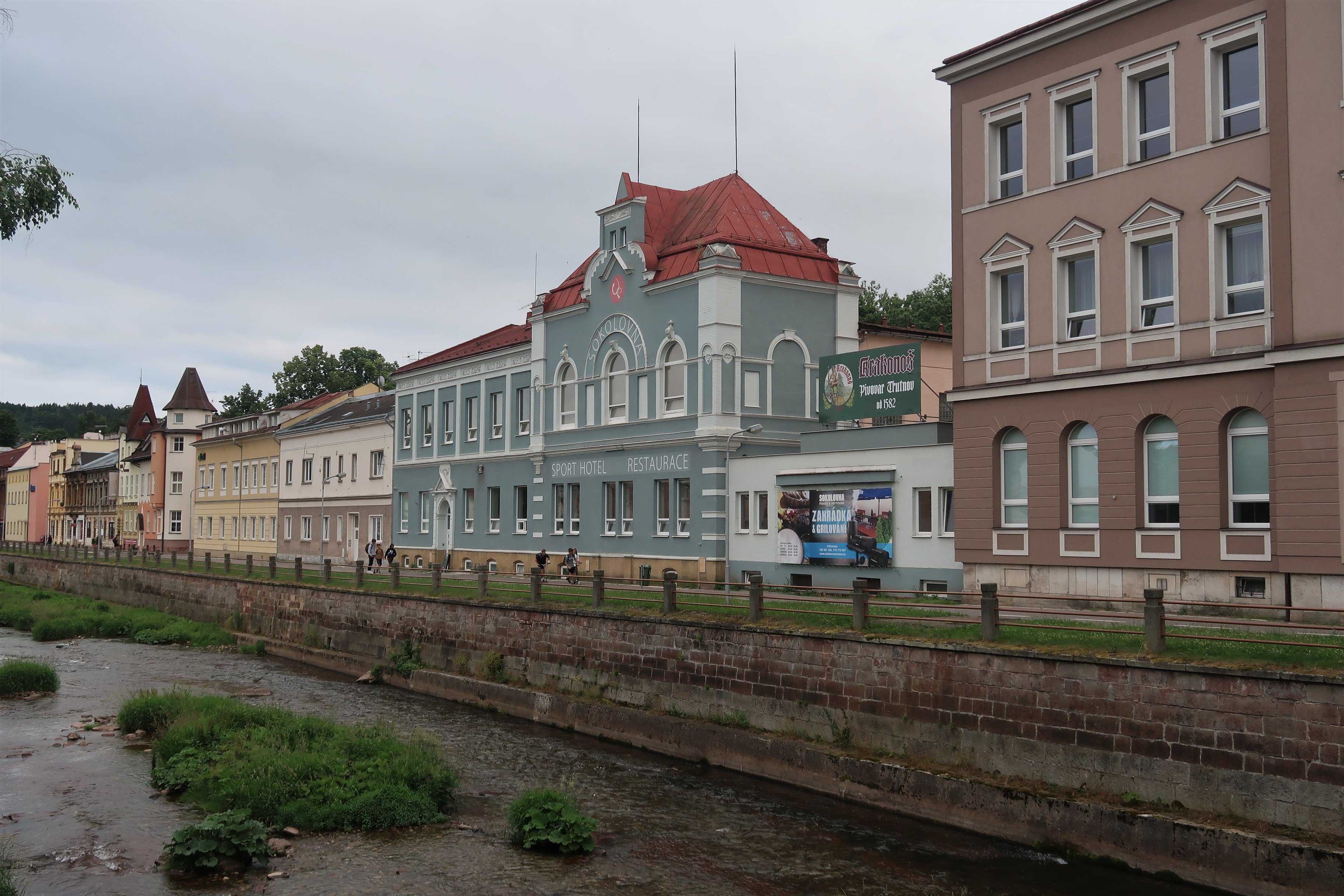
Nábřeží Václava Havla se sokolovnou (1892–1894)
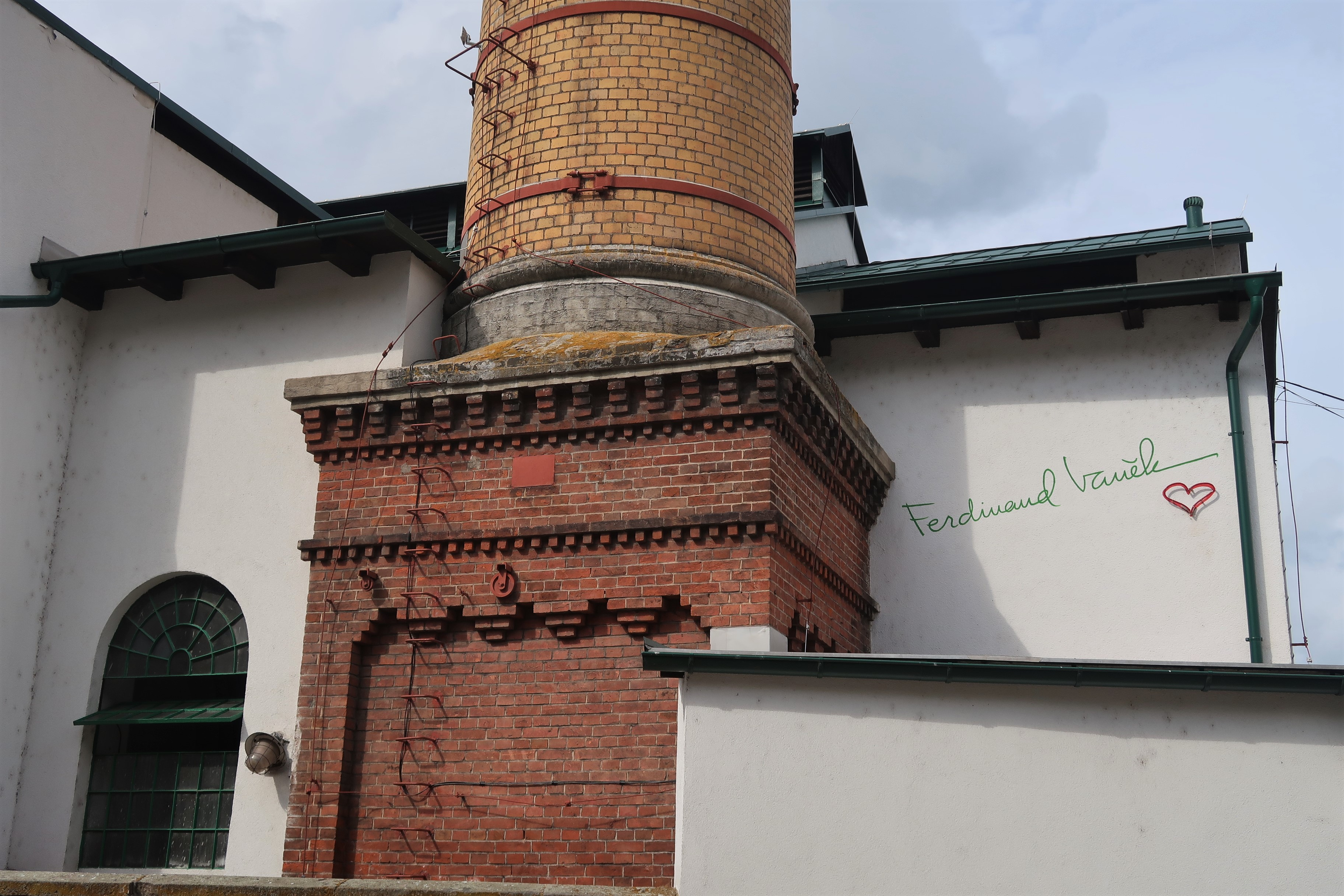
Podpis Václava Havla jako postavy ze hry Audience pod komínem trutnovského pivovaru
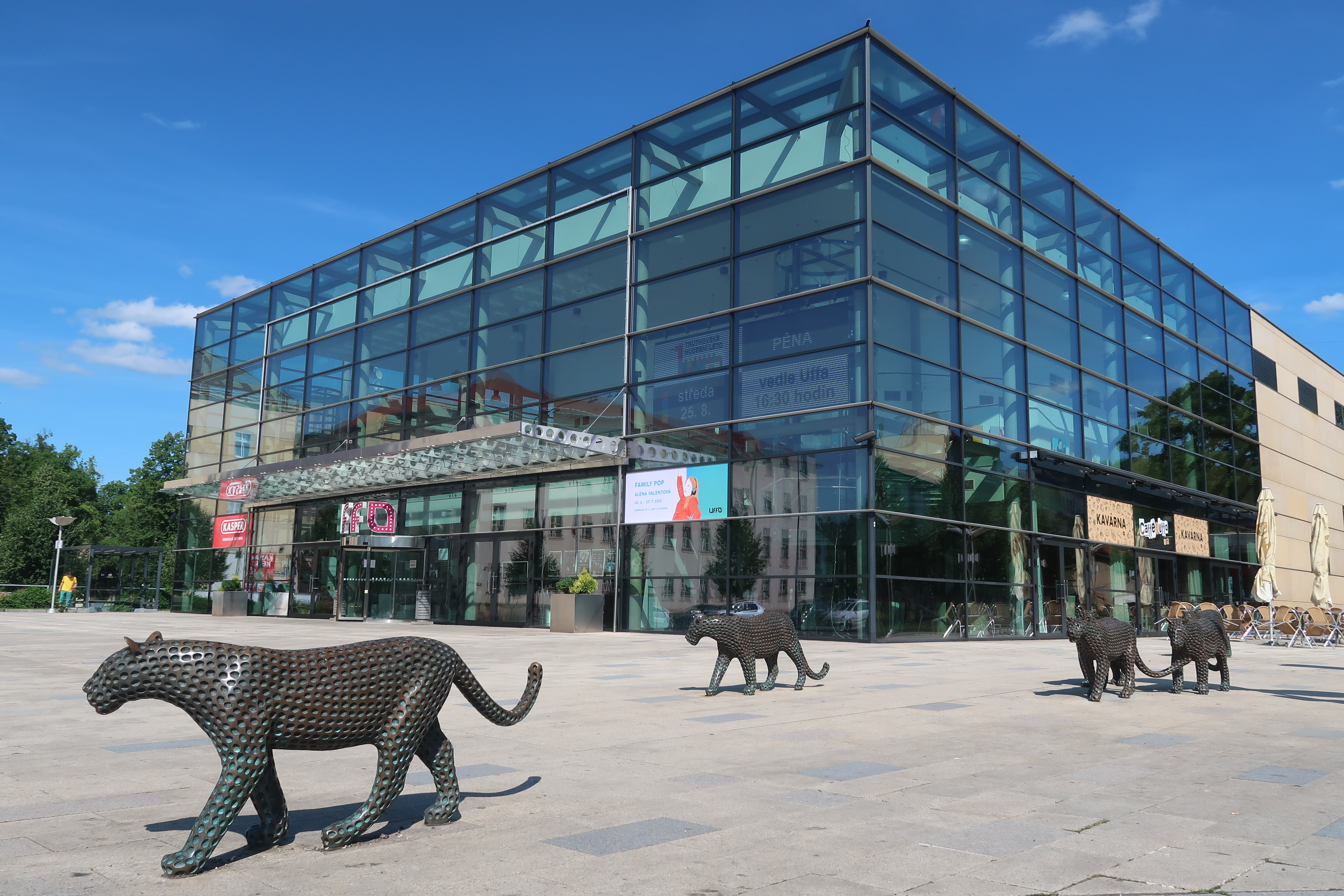
Kulturní a společenské centrum Uffo (2008–2010) na náměstí Republiky
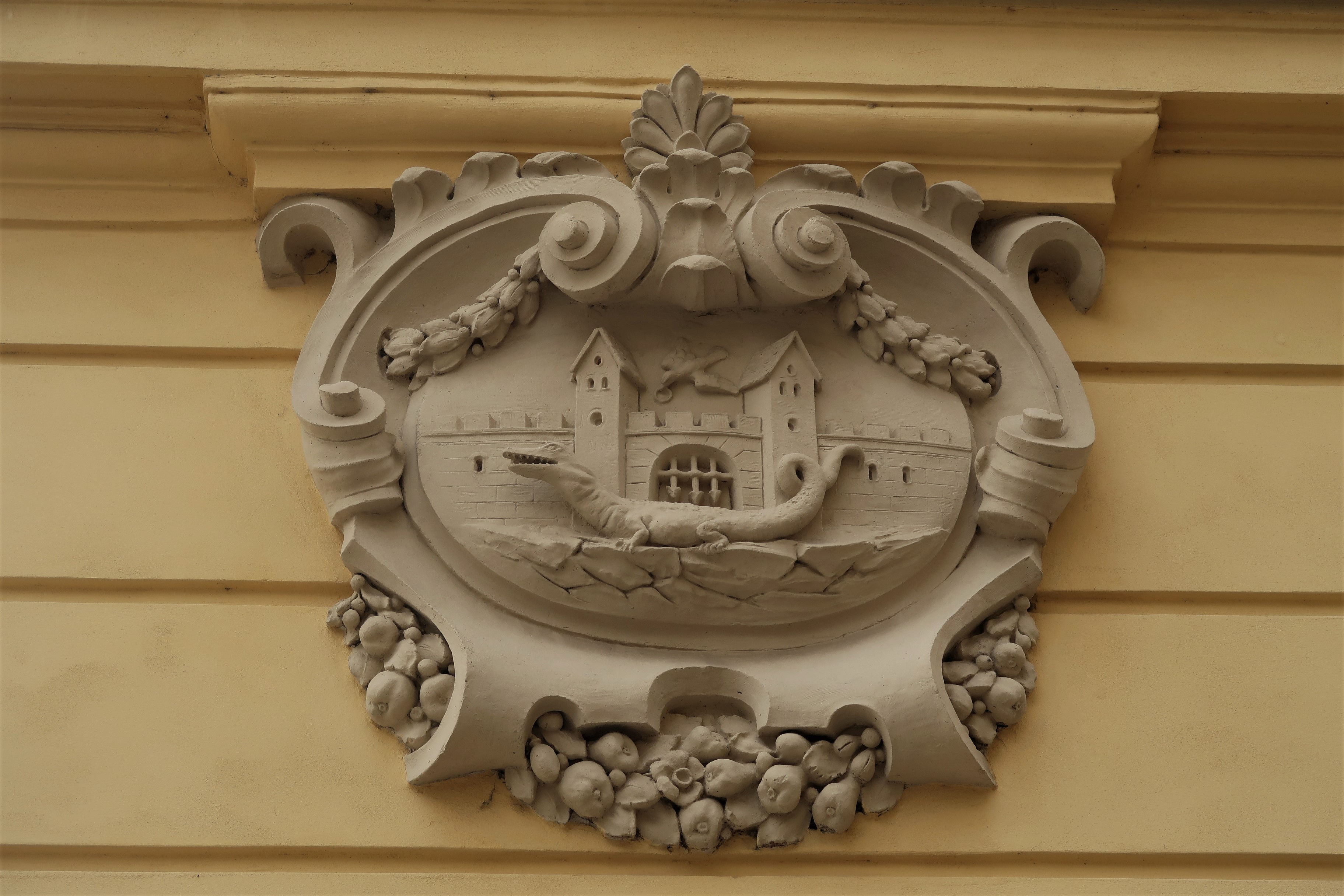
Městský znak Trutnova na budově pošty na Svatojanském náměstí
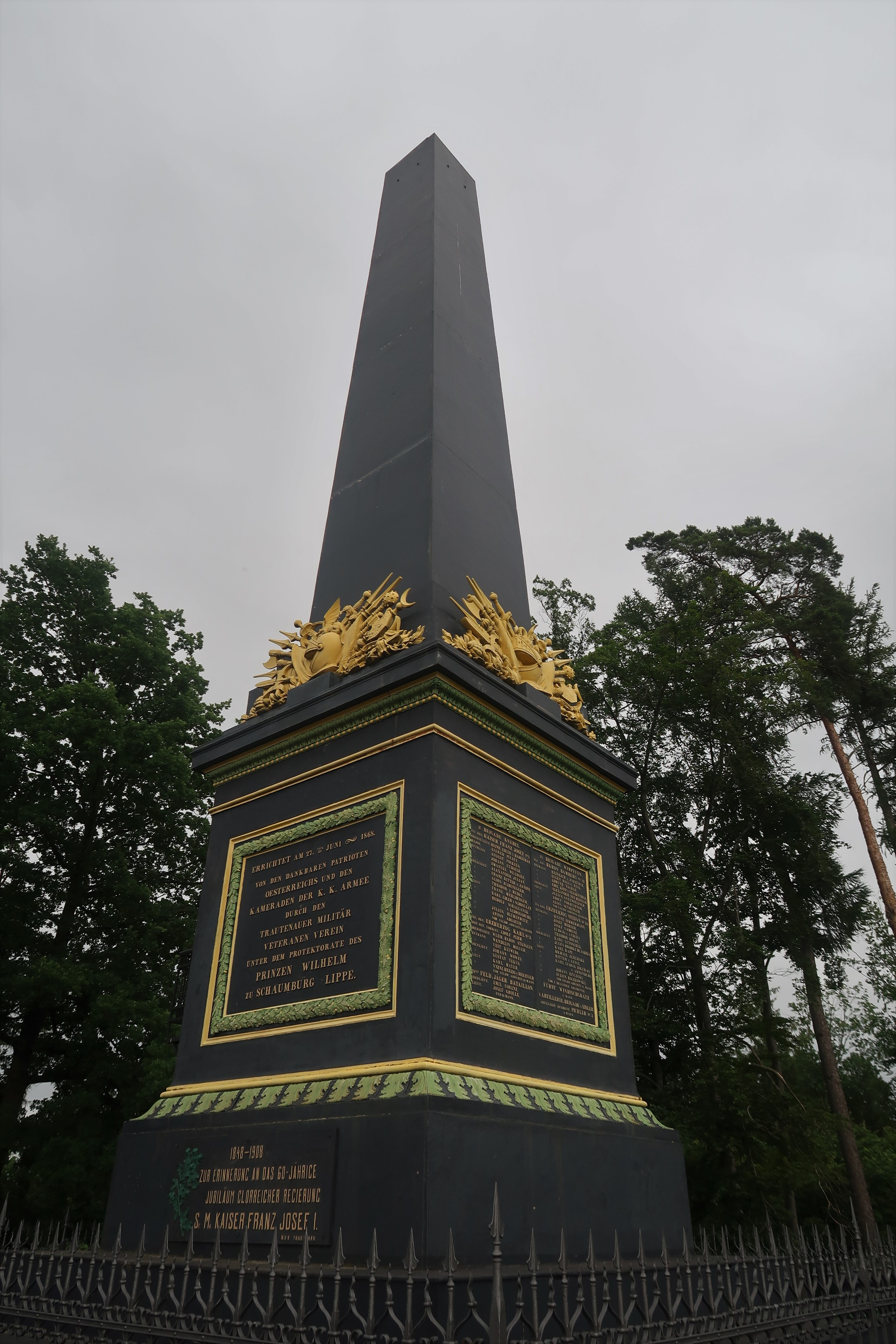
Pomník generála Ludwiga Gablenze na vrchu Šibeník
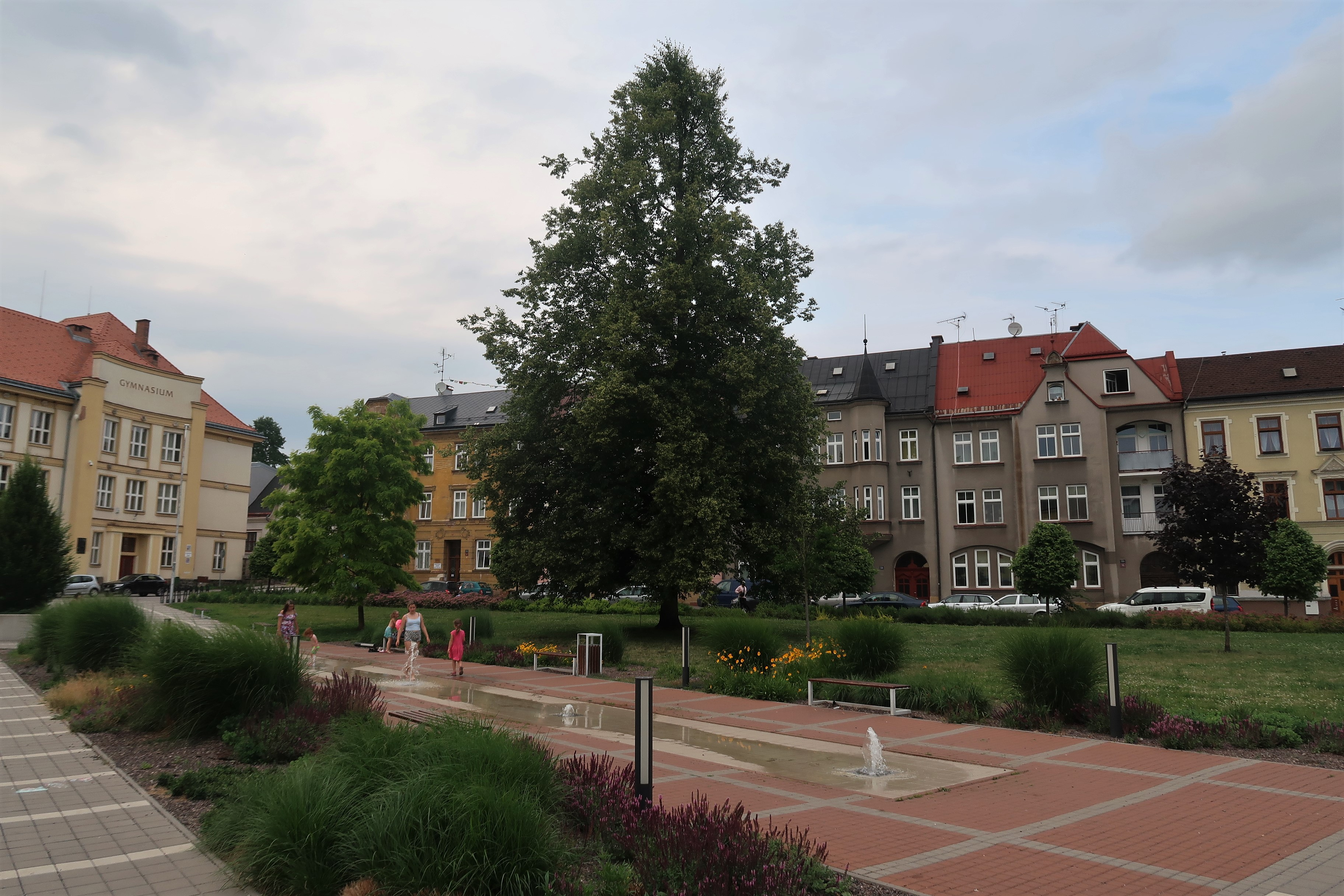
Jiráskovo náměstí s budovou gymnázia (1920)
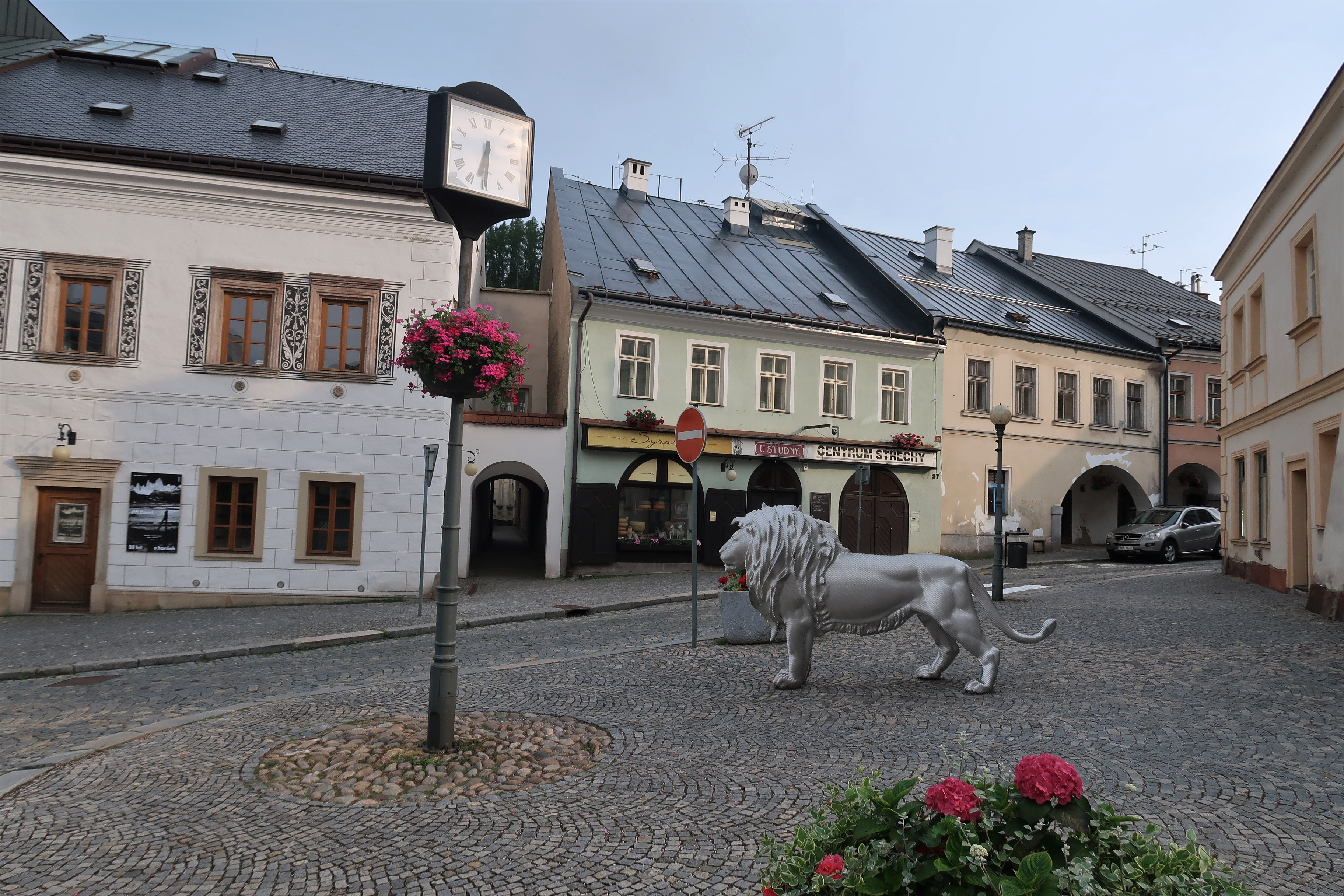
Slovanské náměstí
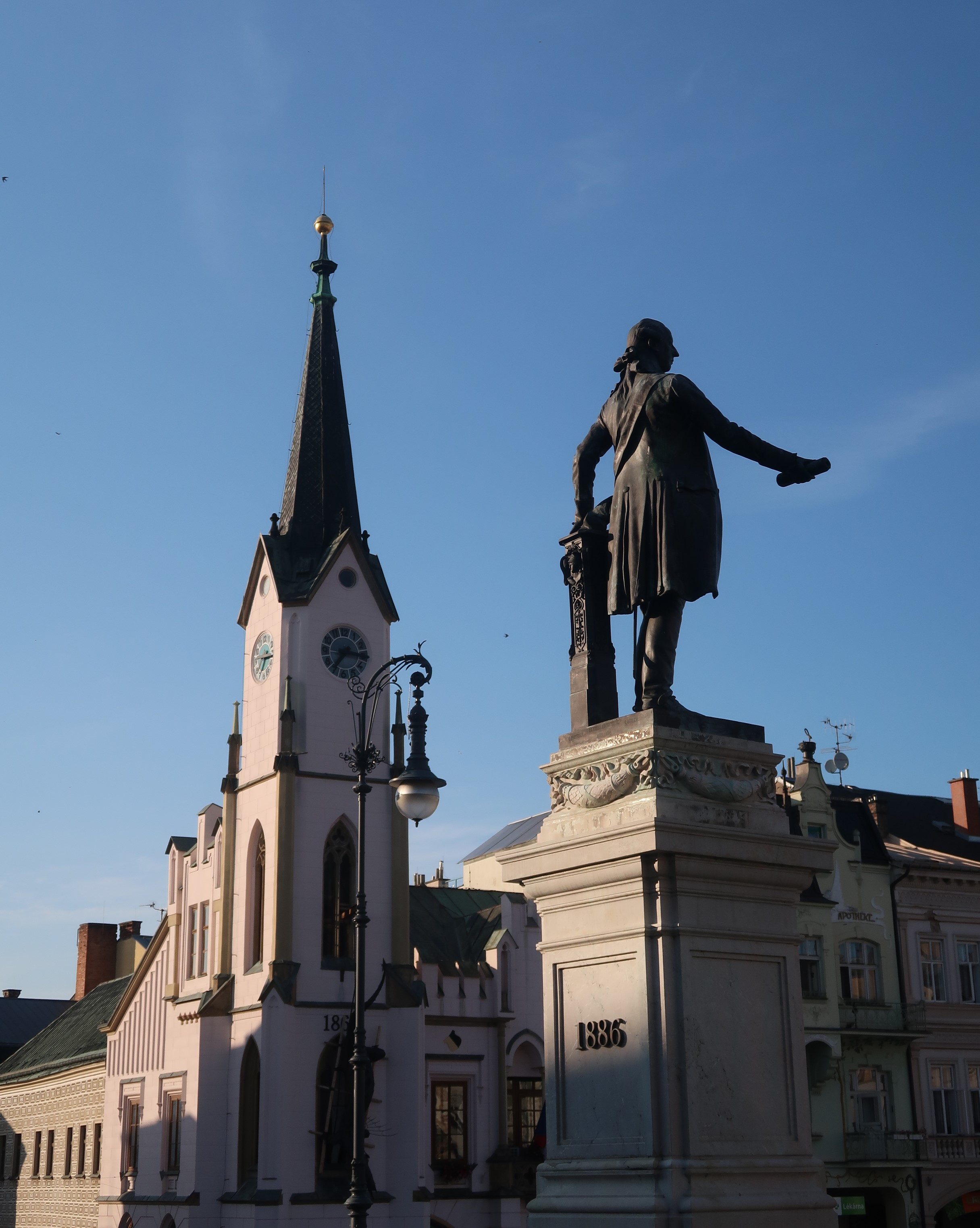
Krakonošovo náměstí, socha Josefa II. s věží radnice
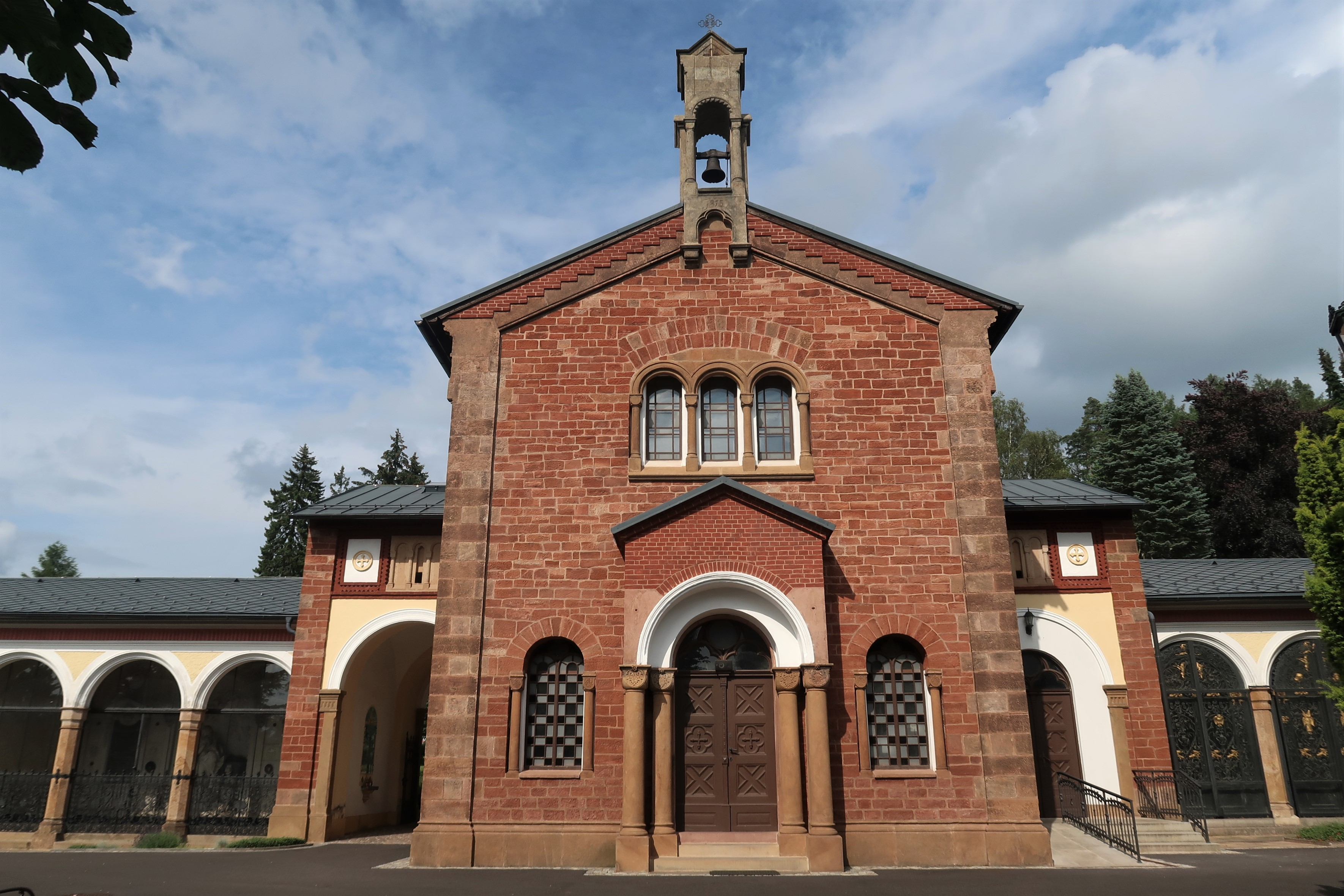
Kaple sv. Kříže u vstupu na městský hřbitov
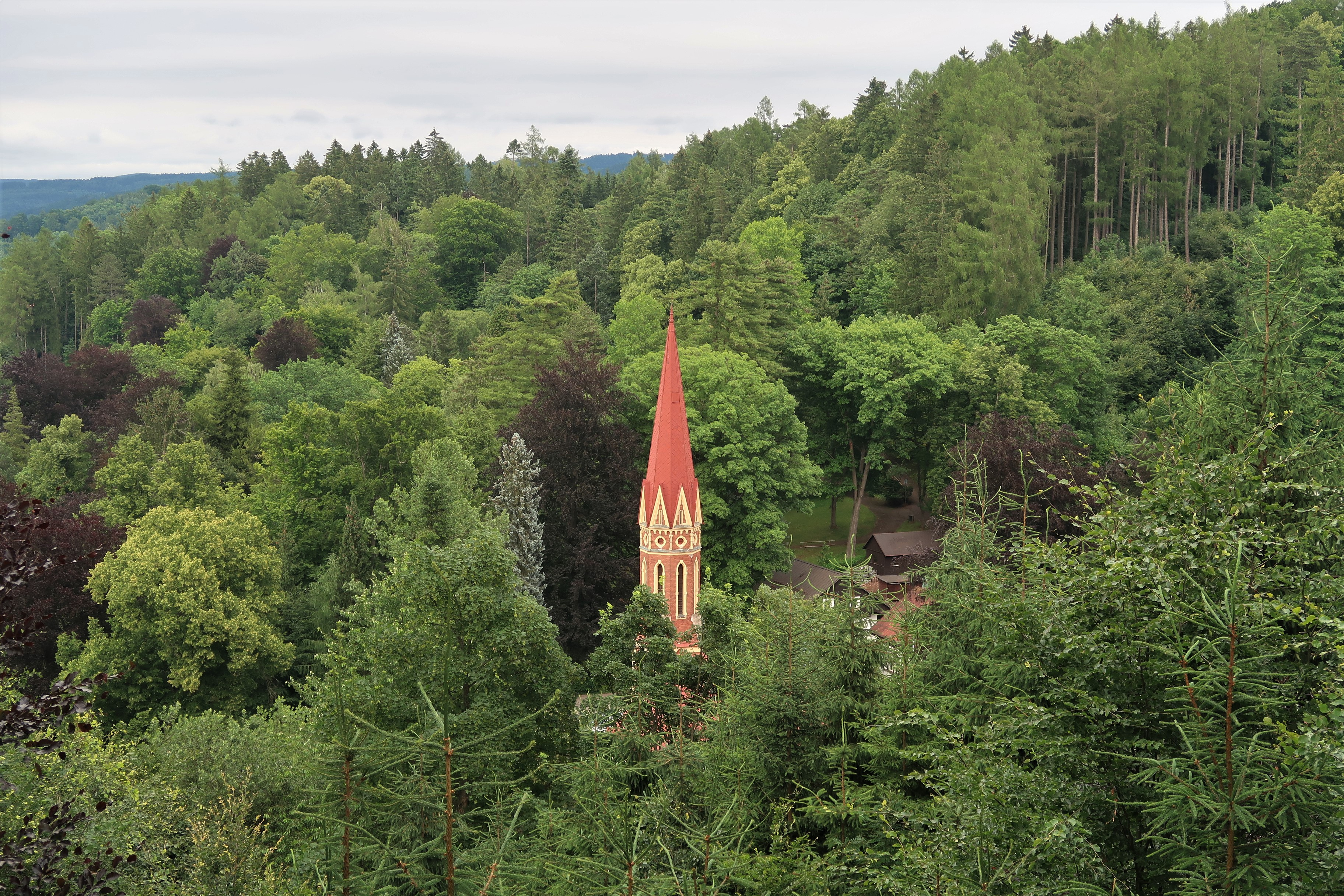
Věž bývalého evangelického kostela pohledem z městského parku
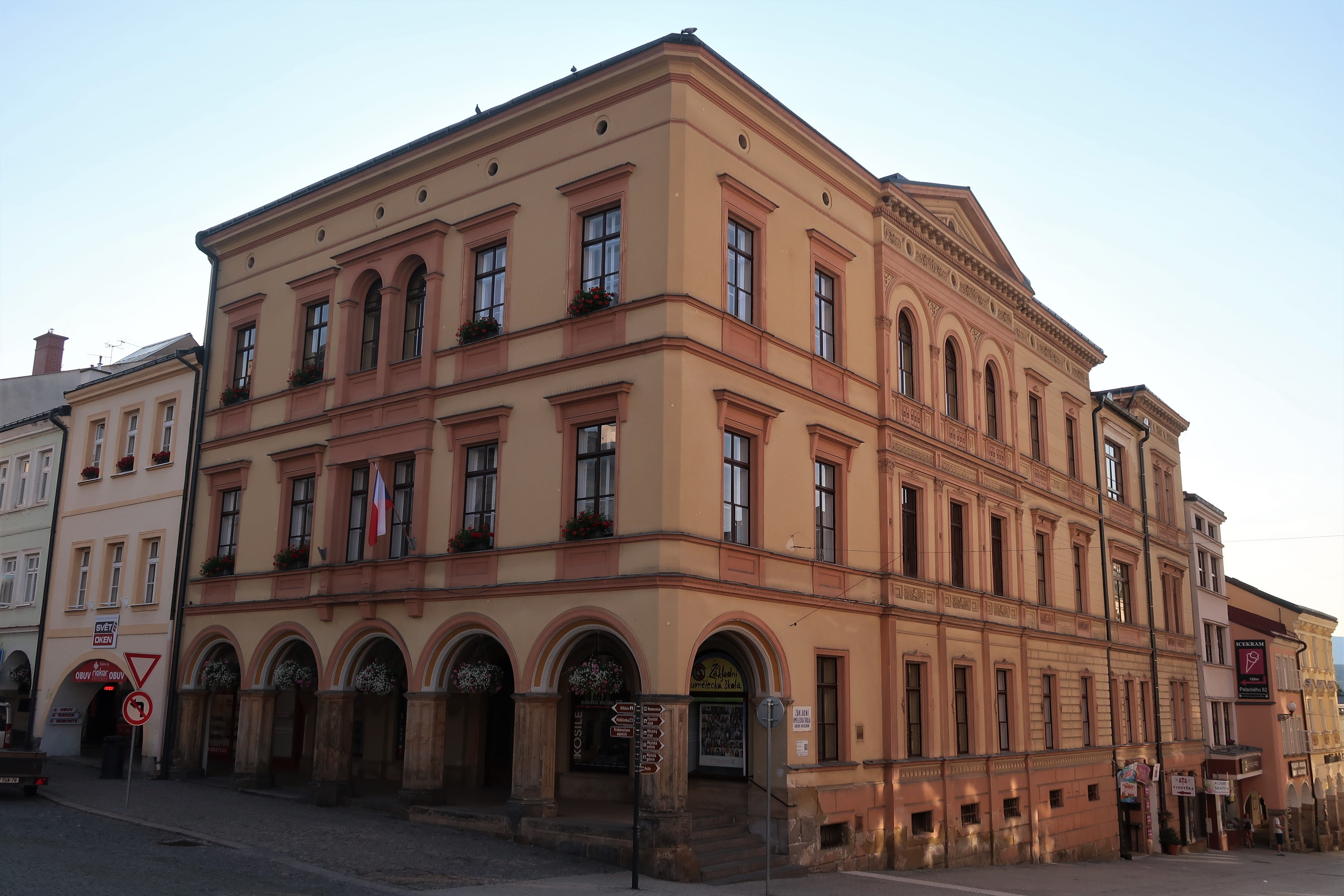
Haasův palác na Krakonošově náměstí, nyní Základní umělecká škola
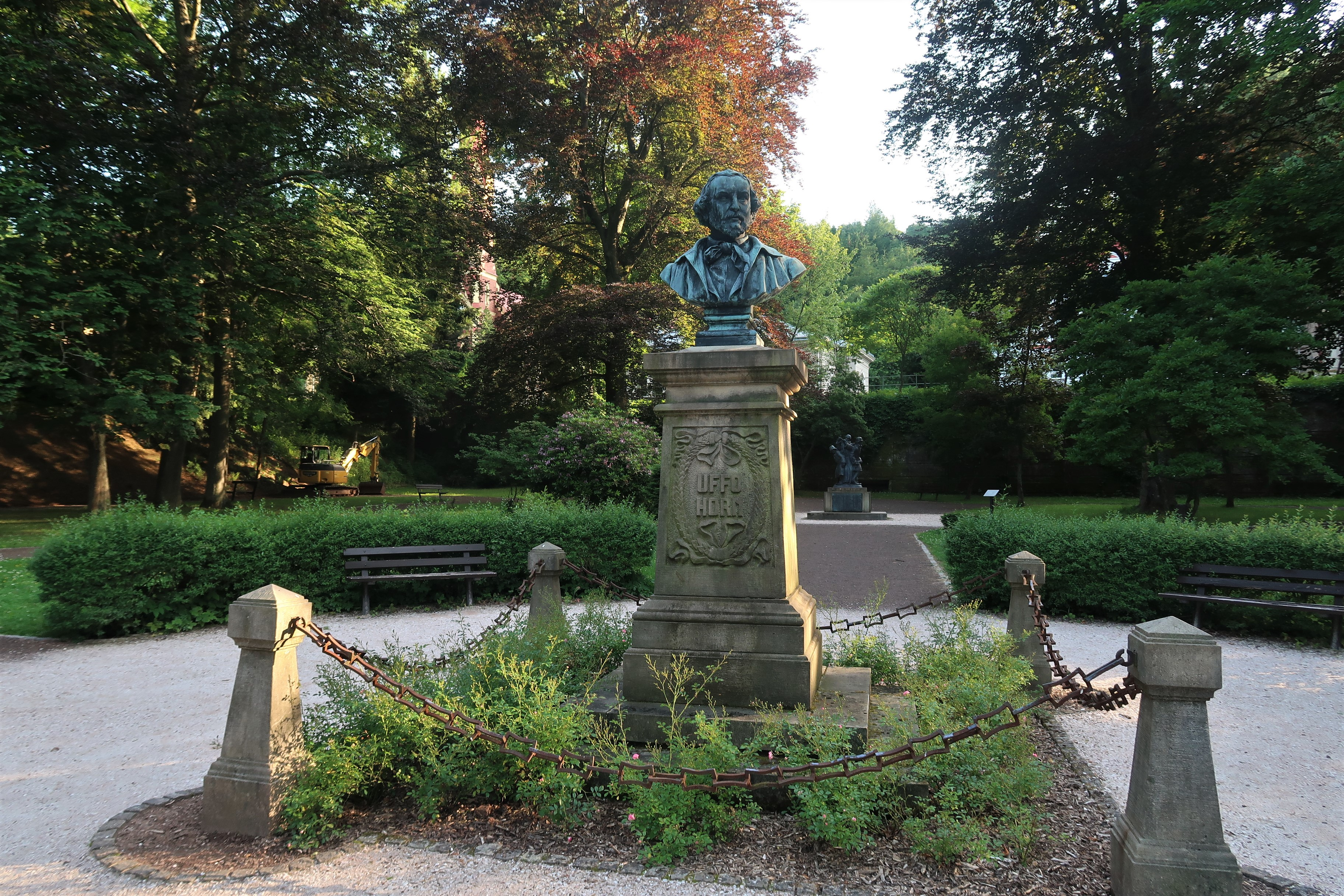
Městské sady, pomník básníka Uffo Horna
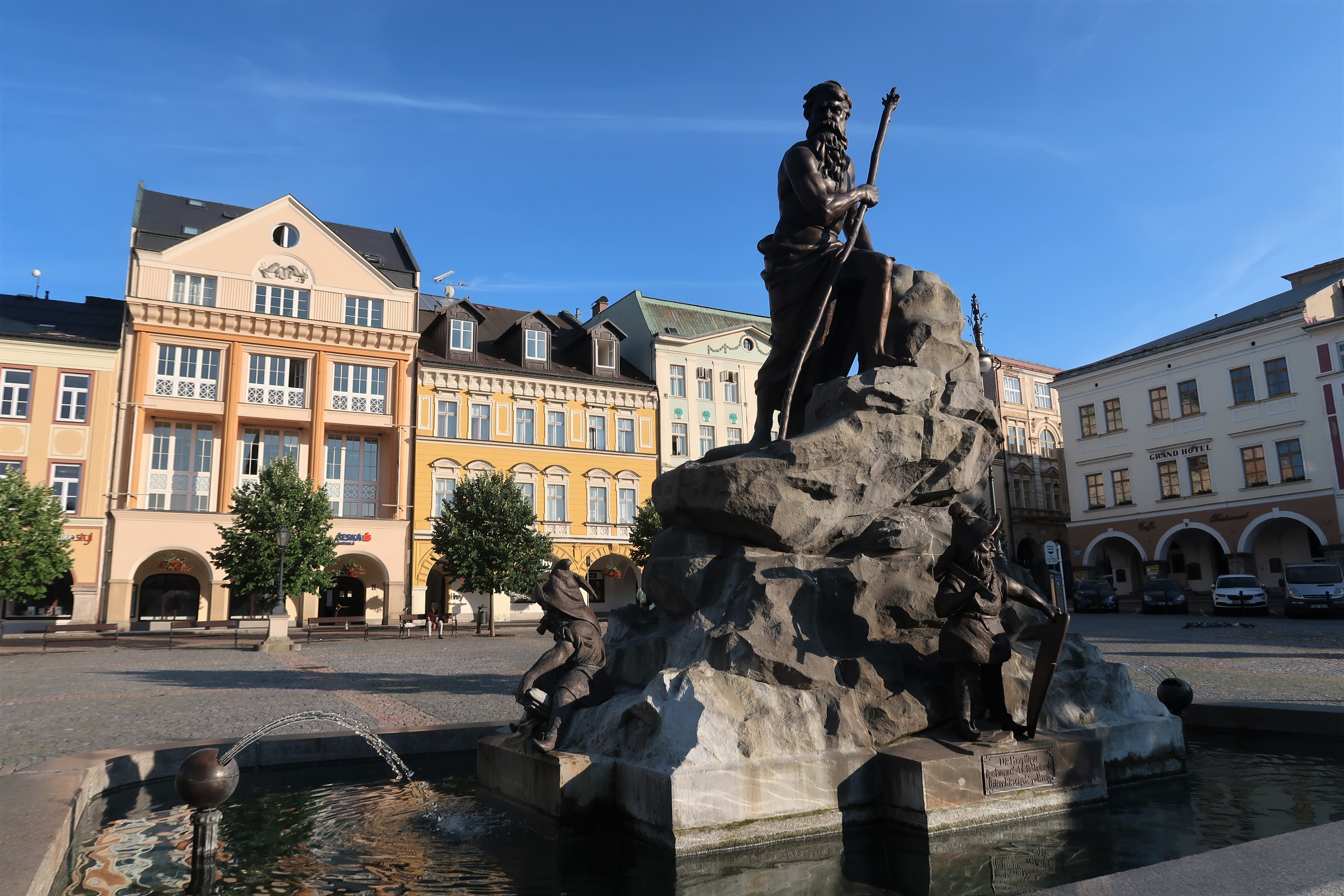
Krakonošovo náměstí
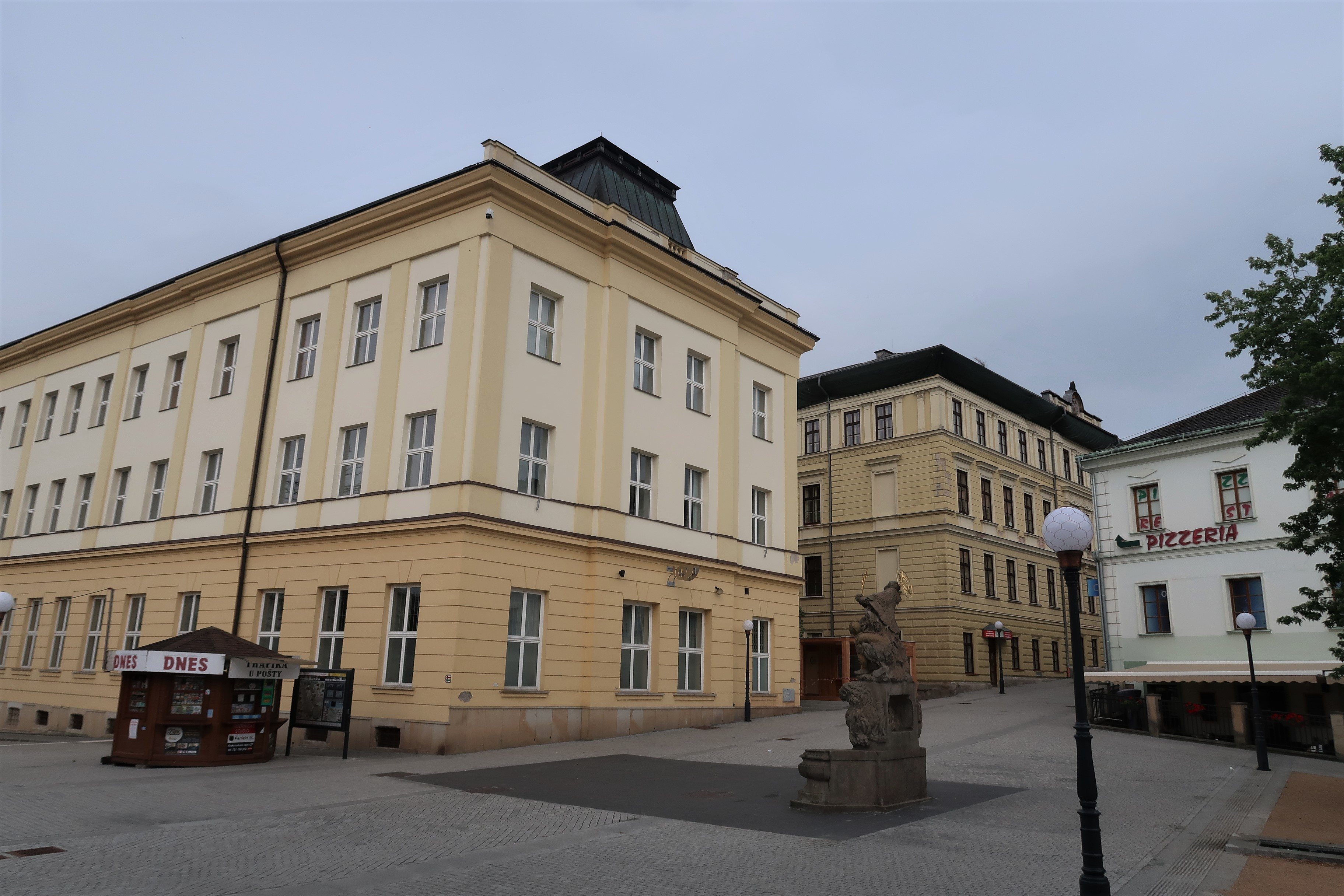
Svatojanské náměstí
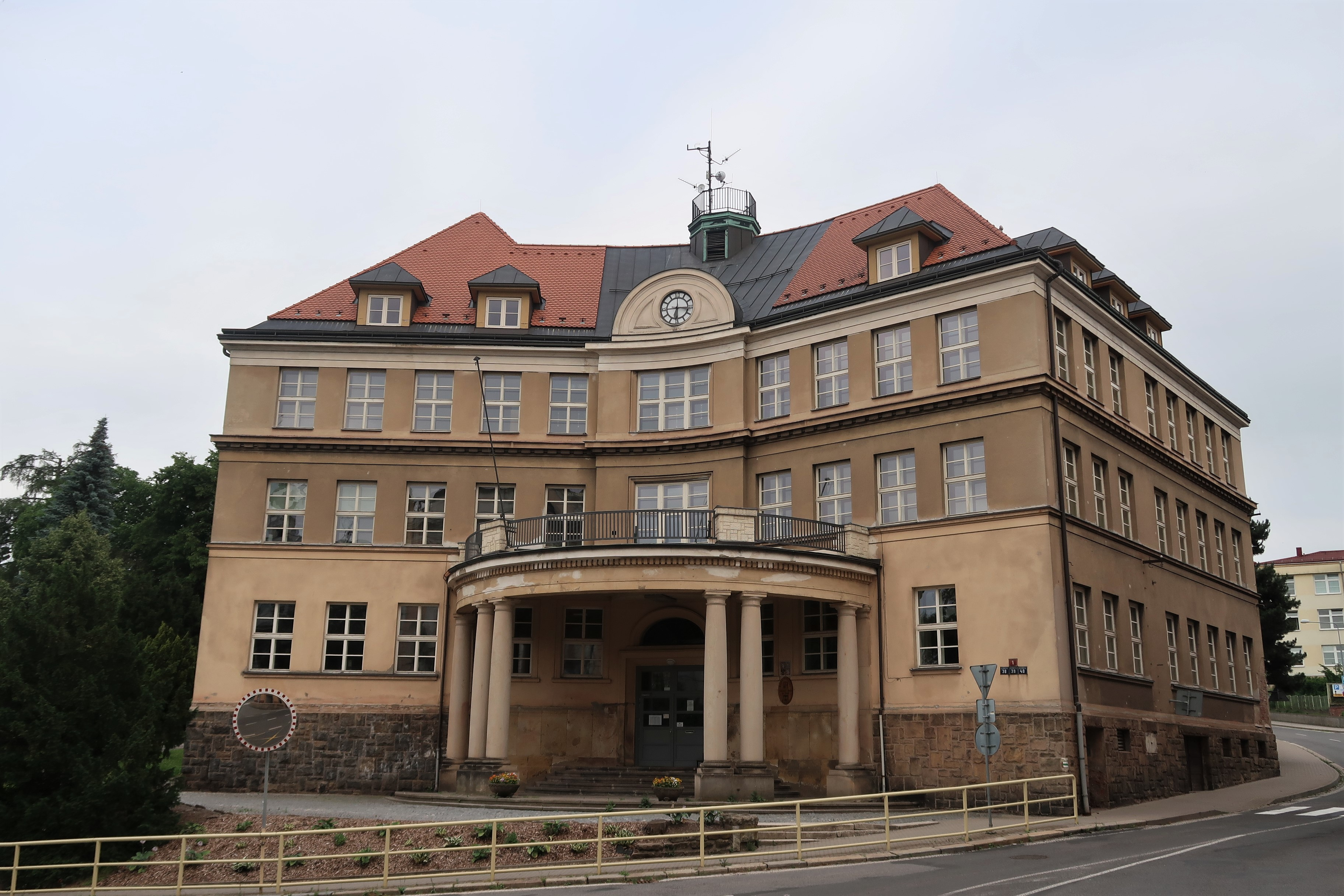
Základní škola kpt. Jaroše v Gorkého ulici (postavena 1927–1929)
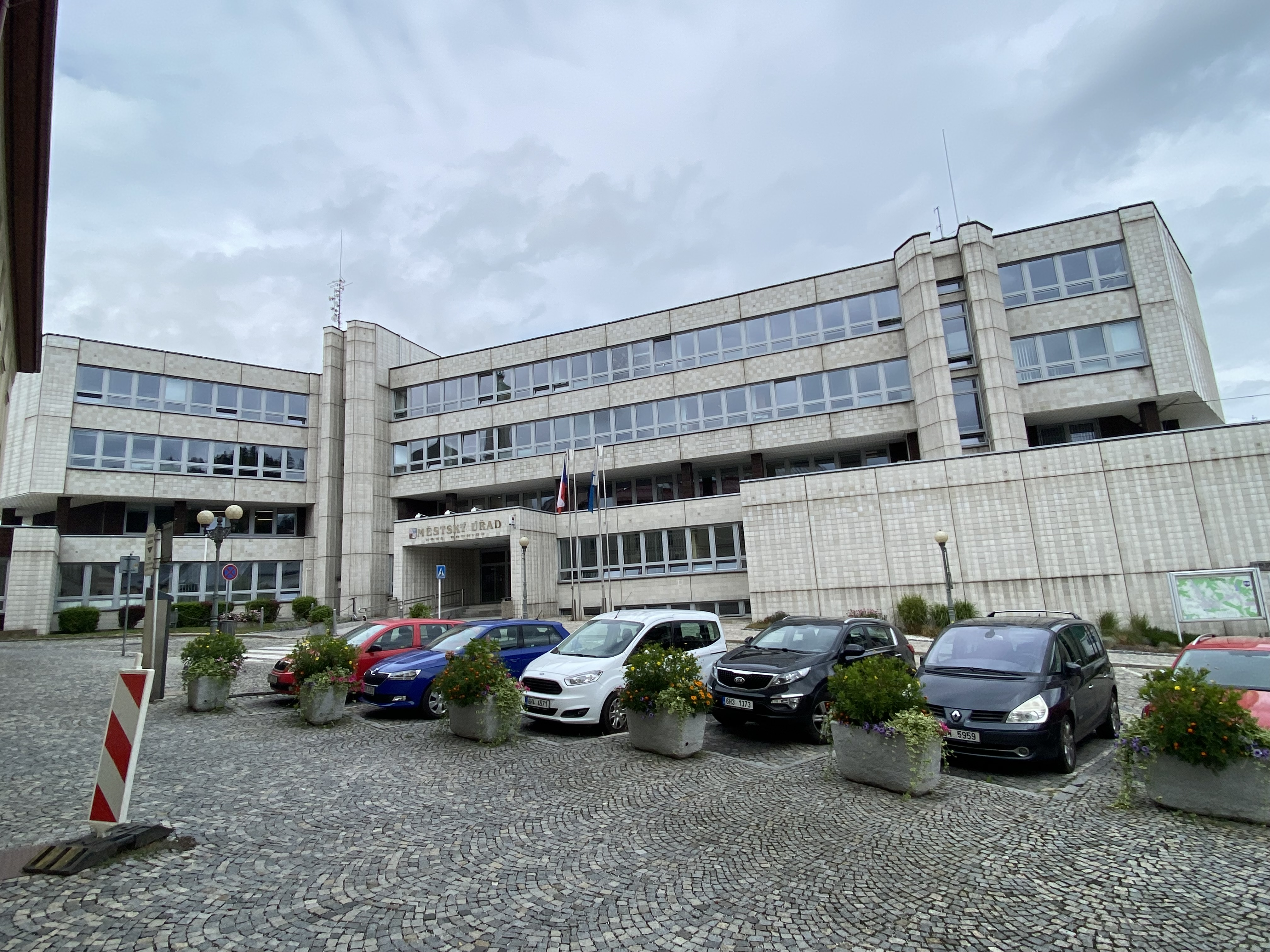
Městský úřad v Trutnově (2023)